# 아서왕
아서왕(웨일스어: Y Brenin Arthyr 어 브레닌 아르서르, 영어: King Arthur 킹 아서[*], 라틴어: Arturus 아르투루스[*])은 중세의 사료들과 무훈시, 기사문학에 언급되는 켈트족 브리튼인들의 전설적인 군주이다. 5세기 말에서 6세기 초에 색슨족 게르만인의 브리튼 침략을 막아냈다고 한다. 아서에 관한 이야기는 주로 민담과 문학적 허구로 이루어져 있으며, 그 역사적 실존 여부에 관하여 현대 역사학자들 사이에 논쟁이 분분하다. 아서 이야기의 희박한 역사적 배경은 다양한 문헌들에서 긁어모을 수 있는데, 대표적으로 《캄브리아 연대기》, 《브리튼인의 역사》, 길다스 사피엔스의 기록물 등이 있다. 《이 고도딘》 같은 초기 시문학 자료에도 아서의 이름이 등장한다.
아서는 소위 브리튼 이야기라고 불리는 전설들의 중심 인물이다. 브리튼 전설 속의 인물인 아서는 몬머스의 제프리가 12세기에 쓴 《브리타니아 열왕사》를 통해 국제적 관심의 대상으로 성장했다. 《열왕사》보다 먼저 나온 일부 웨일스 및 브르타뉴의 이야기와 시들에서는 아서는 인간은 물론 초자연적 적들까지 막아내며 브리튼 섬을 지키는 위대한 전사로 나오거나, 또는 마술적 존재로 묘사된다. 후자의 경우 웨일스의 별세계 안눈과 연관되기도 한다. 제프리의 《열왕사》(1138년 완성됨)가 자기보다 먼저 나온 문헌들을 얼마나 참고했는지, 제프리 본인이 창작한 내용의 비율이 어느 정도인지는 알 수 없다.
아서왕 전설은 문헌마다 주제부터 사건, 등장인물에 이르기까지 모든 요소들이 제각각이며, 그렇기 때문에 하나의 정본(canonical version)이 있을 수가 없다. 후대에 쓰인 이야기들에서는 제프리의 판본을 시작점으로 삼는 경우가 보통 흔하다. 제프리는 아서가 색슨족을 물리치고, 브리튼 섬은 물론 아일랜드·아이슬란드·노르웨이·갈리아까지 지배하는 제국을 세웠다고 썼다. 오늘날 아서왕 전설의 필수요소로 생각되는 기본적 합의사항들은 제프리의 《열왕사》에서 비롯된 것이 많다. 그 예로는 아서의 아버지가 우서 펜드래건이라는 것, 마법사 멀린, 아서의 아내 귀네비어, 성검 엑스칼리버, 틴타겔성에서 아서가 잉태되었다는 것, 캄란에서 모드레드와 최후 결전을 치른다는 것, 그리고 아발론에서 최후의 안식을 맞는다는 것 등이 있다. 12세기 프랑스의 작가 크레티앵 드 트루아가 아서왕 이야기에 랜슬롯과 성배를 추가시켰고, 이후 아서 이야기는 중세 문학의 큰 줄기 중 하나가 되었다. 프랑스에서 쓰인 이야기에서는 아서왕 본인보다 다른 등장인물들(예컨대 랜슬롯)을 중심으로 이야기가 전개되는 경우가 많다. 아서 이야기는 중세에 매우 유행하다가 중세가 끝나면서 인기가 시들해졌다. 그리고 19세기 들어서 부활의 시기를 거쳤으며, 21세기 현재에도 문학 뿐 아니라 연극, 영화, 텔레비전, 만화, 게임을 비롯한 다양한 매체의 소재로 활용되고 있다.

## 이름

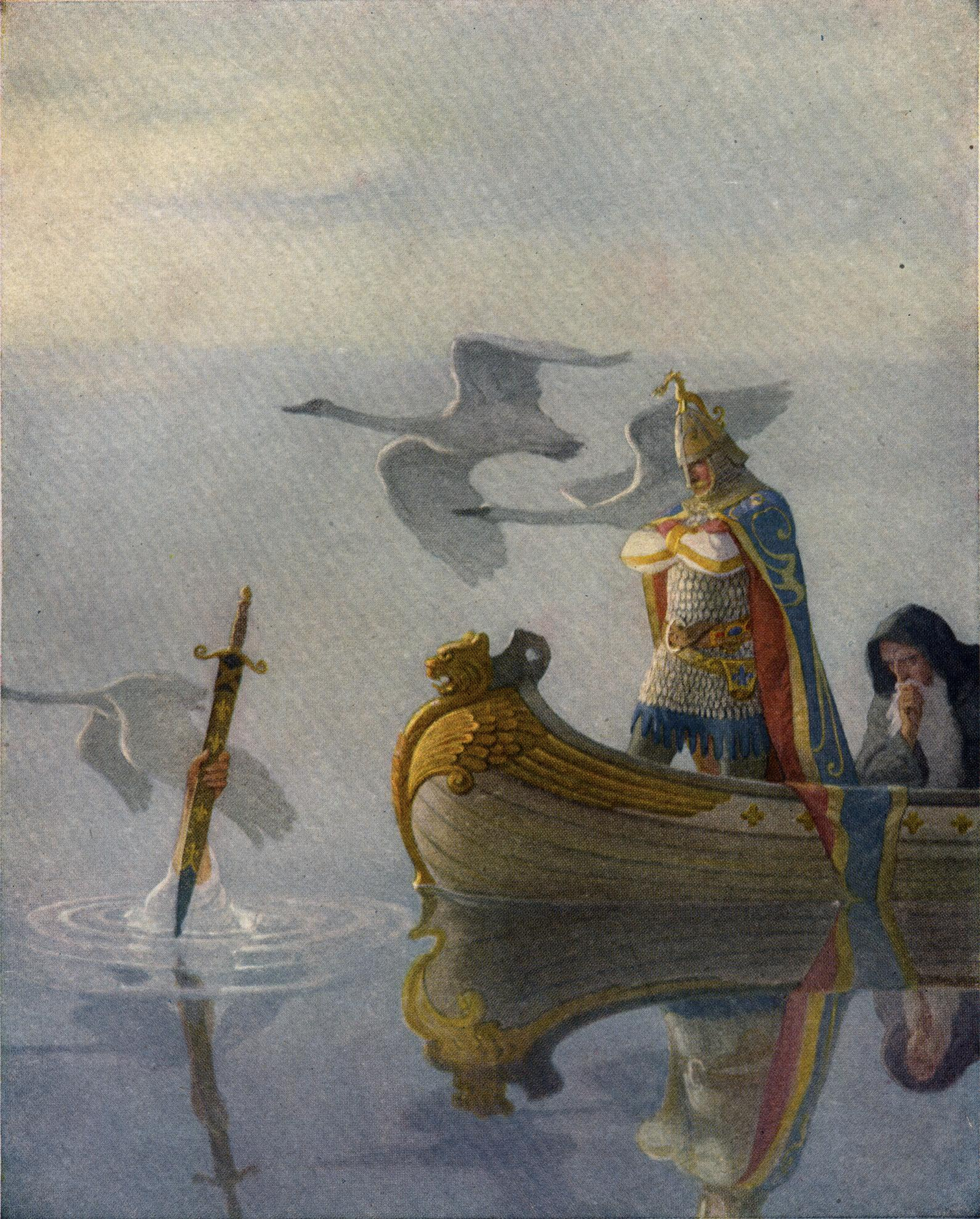
1922년 출판된 《소년왕 아서》의 16쪽 삽화. “그들은 그 손이 들고 있는 검에 다가갔고, 아서왕은 그것을 잡았다.”

웨일스어 이름 "아르서르(Arthyr)"의 어원은 다소 논쟁의 대상이 되고 있다. 일부는 이것이 로마 이름 아르토리우스에서 비롯되었다고 말한다. 다만 이 이름은 메사피어 또는 에트루리아어 이름일 수도 있다. 일부 학자들은 초기 라틴어 문헌에 아서의 이름은 "아르투르(Arthur)" 또는 "아르투루스(Arturus)"라고만 기록되어 있지, "아르토리우스(Artōrius)"라고 기록된 것은 하나도 없다고 지적한다. 그러나 이 지적 역시 고전 라틴어 "아르토리우스"는 일부 통속 라틴어에서 "아르투리우스(Arturius)"라고 말해졌으며, "아르토리우스"가 웨일스어로 들어올 때 "아르투[수]르(Art[h]ur)"로 변형되는 일이 매우 흔했음을 고려해 보면 "아서"라는 이름의 어원을 설명하는 데 별 도움이 못될 수도 있다.
다른 설로는 브리튼의 부칭 *Arto-rīg-ios(어근 *arto-rīg-는 "곰-왕"이라는 뜻으로 고대 아일랜드어 Art-ri에서도 나타난다)가 라틴화된 형태 Artōrius를 거쳐 유래되었다는 것이 있다. 또 소수 의견이지만 웨일스어로 "곰"을 뜻하는 arth에 "사람"을 뜻하는 (g)wr가 결합된 것이라는 설도 있다. 이 이론에는 다소의 음운론적 난점이 있는데, 브리튼의 합성어 이름 *Arto-uiros는 고대 웨일스어로 *Artgur, 중세 및 근대 웨일스어로 *Arthwr는 될 수 있지만 Arthur는 아니다. 웨일스 시문학에서 Arthur는 언제나 Arthur 로 철자되며, 운율상응로도 항상 -ur 로 끝나지, -wr로 끝나지 않는다. 이것은 두 번째 성분이 "사람"이라는 뜻의 [g]wr가 될 수 없음을 증거한다.
한편, 전문가 및 학자들 사이에서는 제한적으로만 수용된 다른 설에서는 아서의 어원을 큰곰자리 근처의 별자리 목동자리에서 가장 밝은 별 아르크투루스에서 찾는다. 고전 라틴어 "아르크투루스(Arcturus)"가 웨일스로 들어오면서 "아서(Art(h)ur)"가 되었고, 하늘에서 밝게 빛나는 아르크투루스는 곰자리를 지키는(고대 그리스어로 아르크투루스의 뜻이기도 하다) 목동자리의 "지도자" 별인 것이다.
고대 아일랜드어에 비슷한 이름 Artúr가 있는데 이는 고대 웨일스어 또는 캄브리아어 Artur에서 직접 파생된 것으로 생각된다. 이 이름을 가진 사람으로서 역사상 가장 먼저 나타나는 인물은 기원후 609년에 죽은 아단 막 가브란이다.

## 역사적 실존 여부

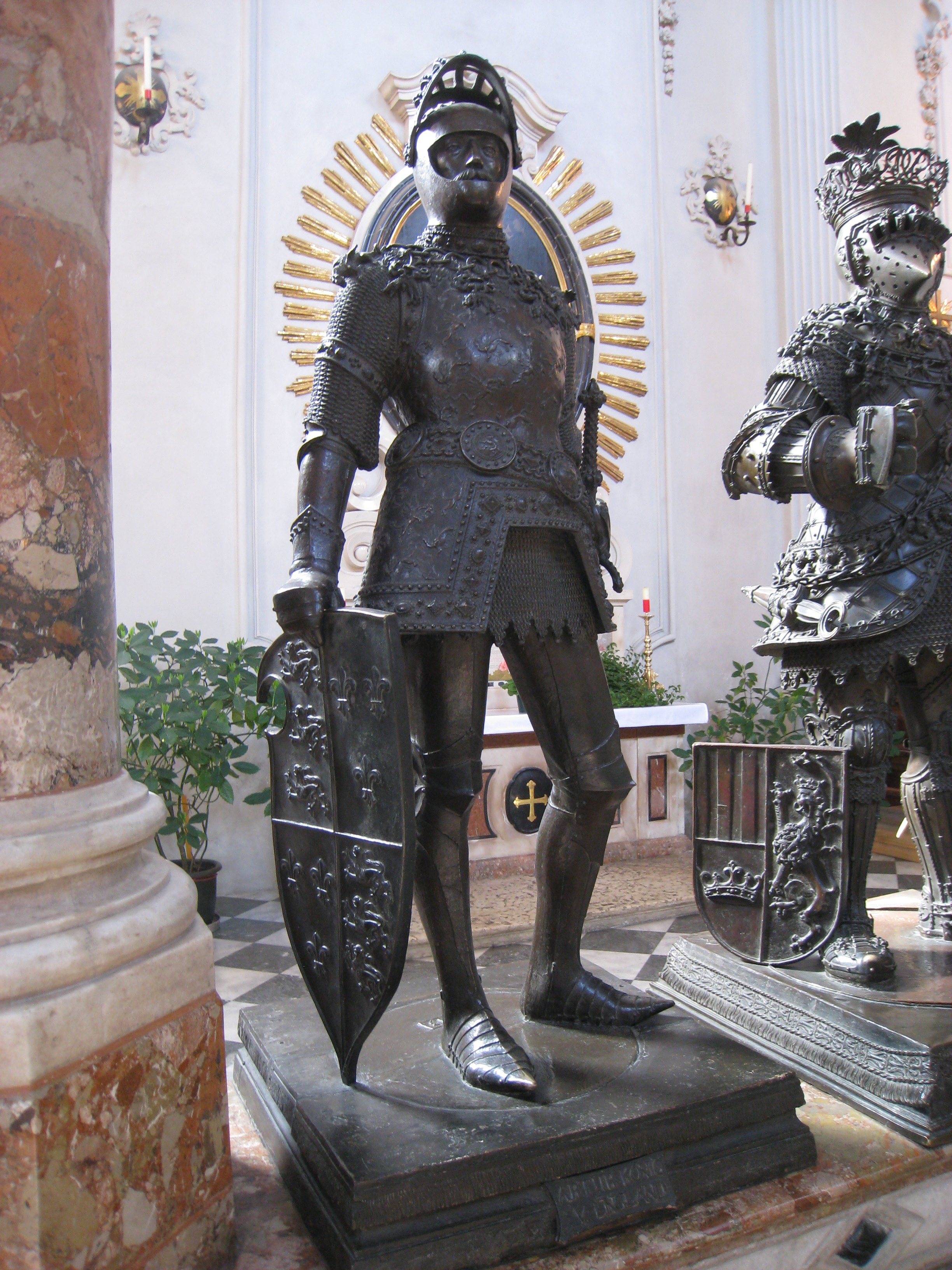
오스트리아 인스브루크에 소재한 아서 동상. 알브레히트 뒤러가 설계하여 페터 피셔가 주물을 떴다. 1520년대 작품.

아서왕 전설의 역사성은 오랜 세월동안 학자들의 논쟁의 대상이었다. 어느 학파에서는 《브리튼인의 역사》, 《캄브리아 연대기》 등을 인용하여 아서가 실존했던 역사적 인물이며, 5세기 말에서 6세기 초에 브리튼으로 쳐들어온 앵글로색슨족에 맞서 싸운 로마-브리튼 지도자였다고 본다. 웨일스의 사제 넨니우스가 썼다고 알려져 있는 9세기의 라틴어 역사서 《브리튼인의 역사》는 아서왕에 대한 연대추정이 가능한 언급이 나타나는 가장 이른 문헌으로서, 아서가 싸웠다는 열두 번의 전투를 수록하고 있다. 아서의 마지막 싸움은 바돈 산 전투로 이때 아서는 혼자서 960명을 쳐 죽였다고 한다. 그러나 최근의 연구에서는 《브리튼인의 역사》의 신뢰성이 의문시되고 있다.
아서의 역사적 실존성을 뒷받침하는 또 다른 문헌은 10세기의 《캄브리아 연대기》이다. 여기서도 아서를 바돈 산 전투와 연관짓는다. 《캄브리아 연대기》는 바돈 산 전투가 516년 ~ 518년에 벌어졌다고 기록하며, 또한 아서와 모드레드가 맞붙어 둘 다 죽은 캄란 전투가 537 ~ 539년에 있었다고 기록하고 있다. 이러한 상세한 묘사는 《브리튼인의 역사》의 기록에 신뢰성을 더하고 아서가 정말 바돈 산에서 싸웠다는 근거로 제시된다. 그러나 《캄브리아 연대기》를 사용해 《브리튼인의 역사》를 뒷받침하는 것은 문제가 있다. 최근의 연구에서는 《캄브리아 연대기》가 8세기 말 웨일스에서 쓰여진 어떤 연대기의 내용에 기반하고 있음이 밝혀져 있다. 《캄브리아 연대기》의 기록이 이렇게 상세복잡한 것은 아서 관련 연대기들이 그보다 이르게 기록되었을 가능성을 차단한다. 아서 연대기들은 대개 10세기를 전후하여 만들어진 것으로 생각되며, 그보다 이른 연대기는 절대 존재하지 않는다. 바돈 산 전투에 관한 기록도 《브리튼인의 역사》에서 가져온 것일 뿐일 것으로 생각된다.
이러한 초기 증거의 부족으로 인해 오늘날 대부분의 역사학자들은 후로마 브리튼 시대를 논할 때 아서를 전혀 다루지 않는다. 토머스 찰스에드워즈의 견해에 따르면, “이렇게 조사가 이루어진 단계에 이르면, 누구든지 역사적 인물 아서가 존재했을 수도 있다고만 말할 수 있을 뿐 [그러나 …] 역사학자들은 그에 관해 어떠한 의미있는 이야기도 해줄 수 없다.” 이렇게 아서의 존재를 부정하는 것은 비교적 최근의 경향으로, 이전 세대의 역사학자들은 이것보다는 덜 회의적이었다. 존 모리스는 저서 《아서의 시대》(1973년)에서 후로마 브리튼과 아일랜드에 관한 자신의 학설에 따라 아서의 추정상의 영토를 제시하기도 했다. 그러나 그런 모리스도 역사적 인물로서의 아서에 대해 할 만한 말은 거의 찾아내지 못했다.

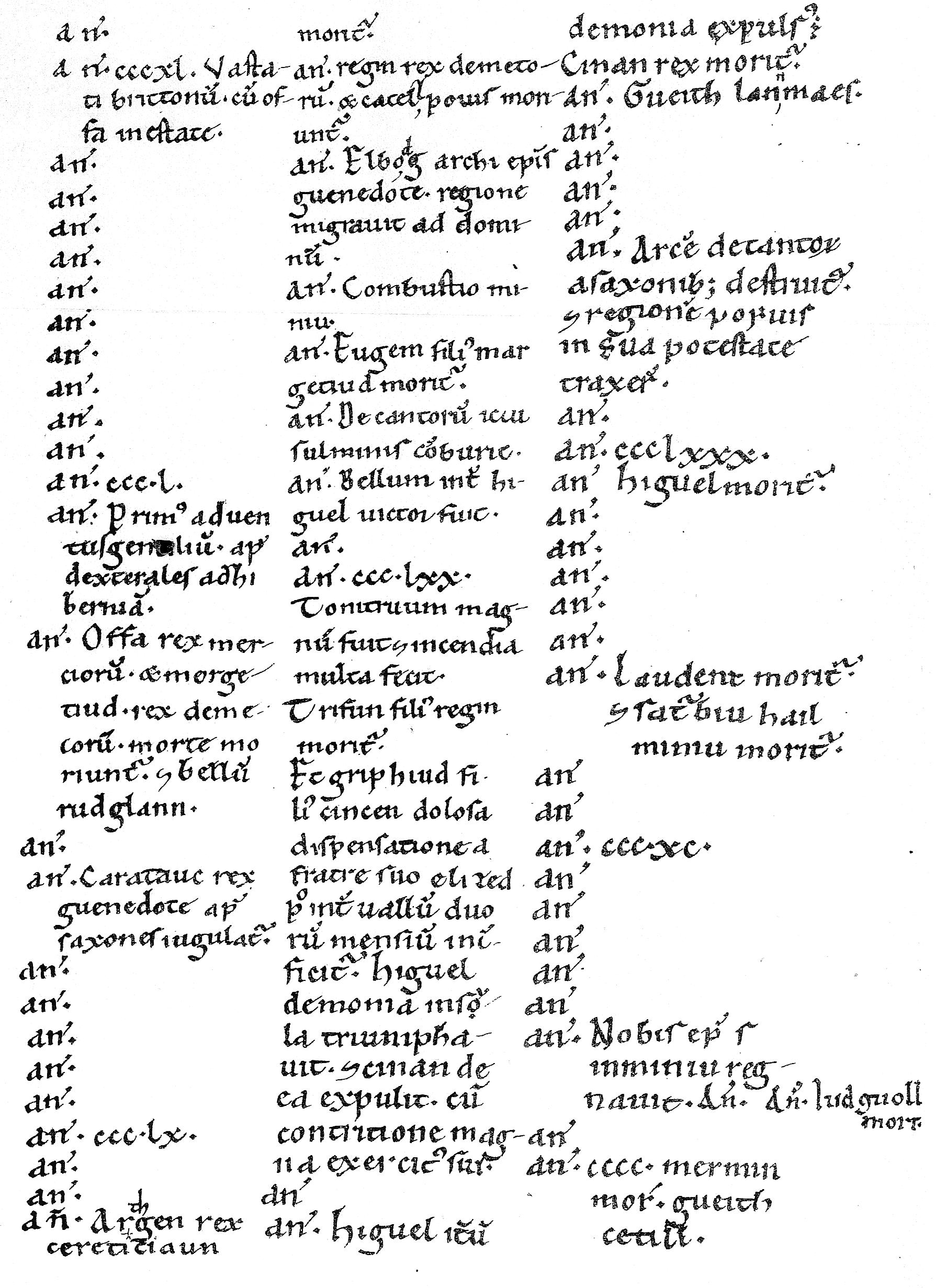
10세기의 《캄브리아 연대기》(1100년경의 필사본)

이런 상황에서 일부 학파에서는 아서에 해당하는 역사적 존재가 아예 존재하지 않는다는 주장이 생겨났다. 모리스의 《아서의 시대》를 읽어본 고고학자 노웰 미레스는 “역사와 신화의 경계선상에 서 있는 인물이 더 이상 역사학자의 시간을 낭비하게 할 수 없다”고 말했다. 6세기 사람 길다스의 《브리튼의 파괴와 정복》에는 바돈 산의 전투에 관한 언급은 있지만 아서에 관한 언급은 없다. 《앵글로색슨 연대기》를 비롯해서 기원후 400년에서 820년 사이의 보존된 필사본들 중 아서의 이름이 언급되는 것은 하나도 없다. 로마 이후 시대 브리튼의 또다른 주요한 사료인 8세기 초 베다 베네라빌리스의 《앵글인의 교회사》에도 아서는 없다. 역사학자 데이비드 덤빌(David Dumville)은 다음과 같이 논했다. “내 생각에는 우리는 그[아서]를 아주 간단히 처리할 수 있다. 그는 우리들의 역사책에서 ‘아니 땐 굴뚝에 연기’ 같은 위치를 점하고 있다 … 문제가 되는 사실은 아서에 관한 역사적 증거가 없다는 것이다. 우리는 그를 역사로부터, 무엇보다 우리들의 책 제목으로부터 폐기해야 한다.”
일부 학자들은 아서가 본래 민담의 가공의 영웅, 또는 잊혀진 켈트의 신인데, 먼 과거에 있었던 실제 사건을 그의 업적으로 돌리게 된 것이라고 주장한다. 이는 켄트의 헹기스트와 호르사가 본래 토테미즘적 말[馬]의 신이었다가 이후 역사화된 것일 가능성이 있는 것과도 같다. 비드는 이 전설적인 인물들에게 5세기 앵글로색슨의 브리튼 동부 정복이라는 역사적 역할을 할당했다. 초기 문헌에서는 아서가 임금으로 여겨졌는지조차 확실하지 않다. 《브리튼인의 역사》와 《캄브리아 연대기》 둘 다 그를 “왕(라틴어: rex)”이라고 부르지 않는다. 전자는 아서를 “전쟁지도자(라틴어: dux bellorum)”라고 하고, 후자는 “군인(라틴어: miles)”이라고 한다.
로마 이후 시대 브리튼의 사료는 매우 희박하기에, 아서의 역사적 존재에 관한 질문에 대한 확정적인 대답은 있기 어려울 것 같다. 12세기 이래로 아서와 관련된 이름이 붙은 지명들이 나타나지만, 어떤 이름을 고고학적으로 확신하기 위해서는 금석문 같은 물적 증거가 필요하다. 1998년에 콘월의 틴타겔성 유적에서 발견된 소위 “아서 석(Arthur stone)”은 6세기 물건이 확실하여 잠깐 파란을 일으켰지만, 곧 무관한 것으로 밝혀졌다. 아서에 대한 또다른 금석문적 증거로는 글래스턴베리 십자가가 있는데, 오늘날의 학자들은 이 역시 12세기경에 위조된 것이라고 보고 있다. 여러 역사적 인물들이 아서의 정체라고 거론되지만, 이러한 설들 중 뒷받침할 만한 증거가 있는 것은 아무것도 없다.

## 중세 문학 전통
오늘날 널리 통용되는 아서의 페르소나를 만들어낸 것은 1130년대에 몬머스의 제프리가 쓴 유사역사서 《브리타니아 열왕사》이다. 그래서 아서 이야기의 문헌들은 제프리의 《열왕사》 이전과 이후로 나눌 수 있다. 후자는 《열왕사》의 영향을 받을 수밖에 없기 때문이다. 제프리의 라틴어 이름 갈프리두스(Galfridus)를 가져와서 《열왕사》 이전 문헌을 "전갈프리두스 문헌(pre-Galfridian text)"이라 하고 《열왕사》 이후 문헌을 "갈프리두스 문헌(Galfridian text)" 또는 "후갈프리두스 문헌(post-Galfridian text)라고 한다.

### 제프리 이전의 전통

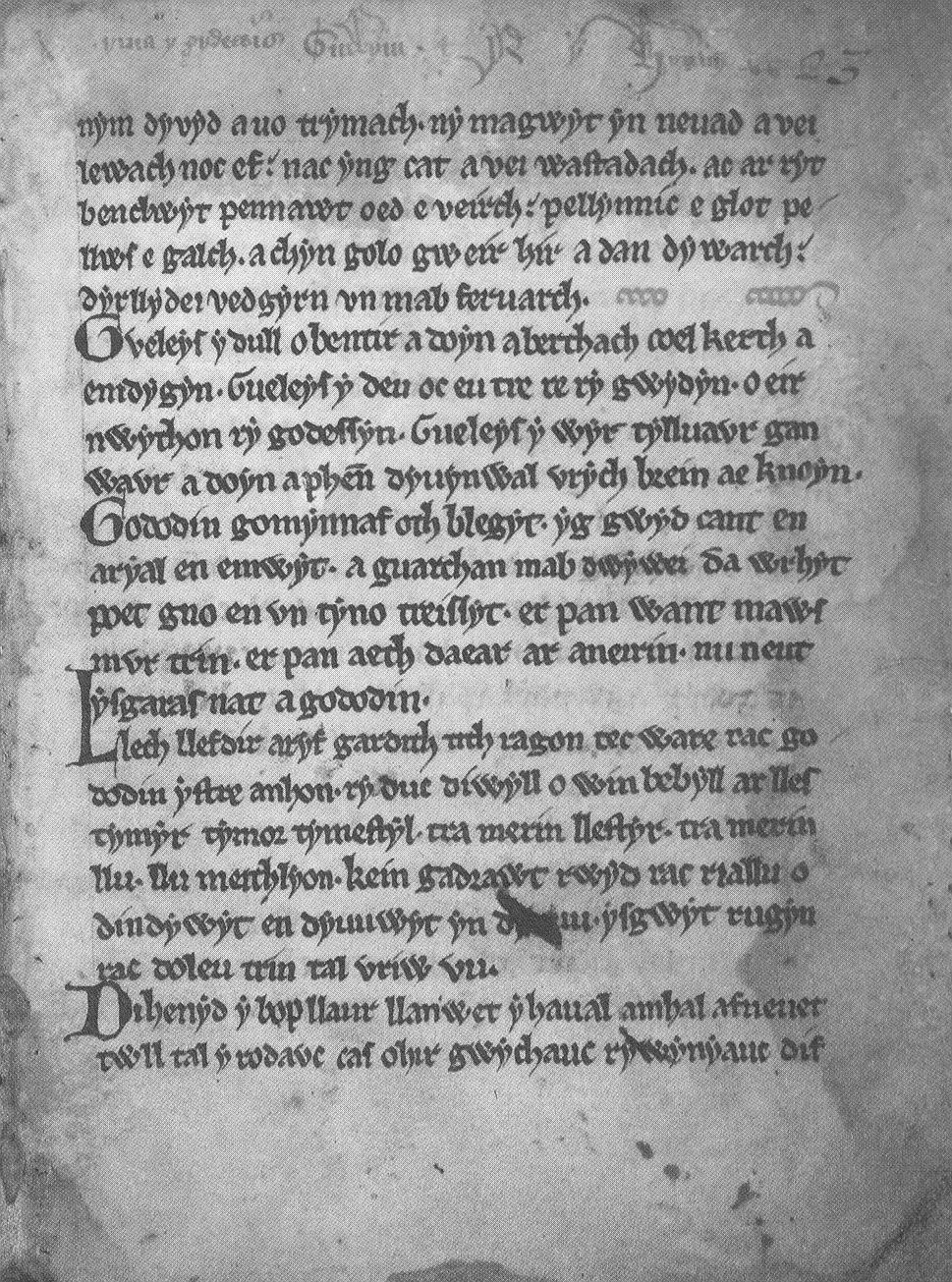
아서가 등장하는 초기 웨일스어 문헌 중 가장 유명한 《어 고도딘》(1275년경)의 사본.

아서에 관한 최초의 문헌 기록은 웨일스 및 브르타뉴에서 나타난다. 제프리 이전의 전통에서는 아서의 특징과 캐릭터를 전체적으로 정의하려는 시도는 거의 찾아볼 수 없고, 각각의 문헌 또는 이야기에서만 나타난다. 2007년 학계 조사를 통해 토머스 그린(Thomas Green)이 이 시기 문헌에 묘사되는 아서의 세 가지 모습을 밝혀냈다. 우선 첫 번째로 아서는 괴물을 사냥하고 모든 내우외환으로부터 브리튼을 수호하는 비할 데 없는 전사이다. 아서의 전공 중 일부는 인간들끼리의 싸움, 예컨대 《브리튼인의 역사》의 색슨족과의 싸움 같은 것이다. 그러나 대부분의 전공은 초자연적 존재들을 상대하는 내용이며, 상대한 괴물들은 거대한 고양이 괴물, 신적인 멧돼지, 드래곤, 개 머리 인간, 거인, 마녀 등이 있다. 제프리 이전의 아서의 두 번째 모습은 설화(특히 지명전설 등) 및 마법적 이야기의 등장인물로서 황무지를 누비는 초인적 영웅들의 무리를 이끄는 지도자이다. 세 번째 모습은 웨일스의 별세계 안눈과의 연관성이다. 어떤 이야기에서는 아서가 보물을 찾아 별세계의 성을 공격하고 거기 잡혀 있던 사람들을 풀어주기도 하는 반면, 또다른 이야기에서는 아서의 당여 중에 과거 비기독교의 신이었던 존재가 포함되어 있다거나, 아서의 아내와 소지품들이 별세계에서 온 것임이 분명해 보이는 것도 있다.
아서가 언급되는 웨일스어 시가들 중 가장 유명한 것은 6세기 시인 아네이린이 썼다고 하는, 영웅적인 죽음 노래들의 모음집인 《어 고도딘》(Y Gododdin)이다. 한 구절에서 적 300명을 쳐 죽인 전사의 용맹을 찬양하다가, 그럼에도 “그는 아서는 아니었다”고 하는데, 이는 곧 그 전사가 아무리 뛰어나도 아서의 용맹에는 비할 바가 되지 못한다는 뜻이다. 오늘날까지 보존되어 있는 《어 고도딘》은 13세기에 만들어진 필사본이기 때문에, 이 아서에 관한 언급이 원래부터 있던 것인지, 아니면 후대에 삽입된 것인지 확실히 판별할 길은 없다. 존 코흐(John Koch)는 이 구절이 7세기 이전에 쓰여진 것이라고 하지만 널리 받아들여지지 않고, 대개 9세기 또는 10세기가 가장 흔히 제기된다. 6세기 사람 탈리에신이 썼다고 하는 시 여러 편에서도 아서가 언급되지만 이것들은 거의 다 8세기에서 12세기 사이에 쓰여진 것으로 추측된다. 탈리에신의 시들 중에서 예시를 꼽아보면 〈왕자의 의자〉("Kadeir Teyrnon")에서 “축복받은 자 아서”가 언급되고, 〈안눈의 전리품〉("Preiddeu Annwn")에서 앞서 언급한 아서의 별세계 원정 이야기가 나온다. 또 〈우서 펜[드래건] 비가〉("Marwnat vthyr pen[dragon]")에서 아서의 용맹을 이야기하면서 아서와 우서가 부자관계일 가능성을 시사한다.

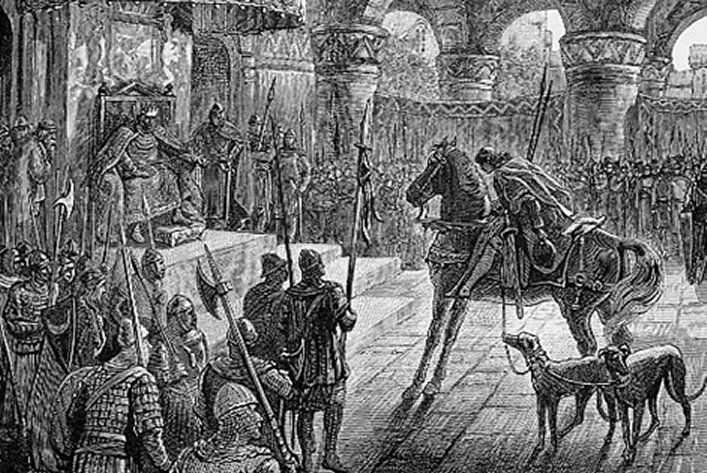
〈쿨후흐와 올루엔〉 이야기에서 아서의 궁정에 들어오는 쿨후흐의 모습을 그린 삽화(1881년)

아서가 언급되는 다른 초기 웨일스어 문헌으로는 《카이르버르딘의 흑색서》(Llyfr Du Caerfyrddin)에 실린 시 〈문지기는 어떤 이냐?〉("Pa gur yv y porthaur?") 등이 있다. 이 시는 아서와 아서가 들어가려고 하는 한 성의 문지기 사이의 대화로 이루어져 있는데, 아서는 자신과 자기 부하들의 이름과 업적을, 특히 카이(케이)와 베드위르(베디비어)에 관한 내용을 읊는다. 마비노기온에도 포함되는 웨일스어 산문 이야기 《쿨후흐와 올루엔》(Culhwch ac Olwen, 1100년 경)에는 아서의 부하 이름이 200개 이상 나열되어 있는데, 본격적으로 활약하는 것은 카이와 베드위르 정도이다. 이 이야기에서 아서는 사촌 쿨후흐가 거인들의 두목 이스바다덴의 딸 올루엔과 결혼하기 위하여 이스바다덴이 요구하는 불가능해 보이는 임무들(예컨대 반신적 멧돼지 투르흐 트뤼스를 잡는 것 등)을 수행하는 것을 도와준다. 9세기의 《브리튼인의 역사》에도 이 이야기가 나오는데 여기서는 멧돼지 이름이 "트로인트(Troy[n]t)"라고 한다. 그리고 웨일스의 전설 민담들의 짤막한 요약을 모아서 외우기 좋게 세 명의 관련된 등장인물들에 따라 분류해 둔 《프러데인섬의 삼제시》에도 아서가 여러 차례 언급된다. 《삼제시》의 후기 필사본은 몬머스의 제프리 및 그 뒤의 대륙 유럽의 무훈시의 영향을 받았다. 하지만 초기 필사본은 그러한 오염의 흔적이 없으며, 대개 고래의 웨일스 전통이 기록된 것으로 받아들여진다. 그러나 이 이야기들에서도 아서의 궁정이 브리튼 섬 전체를 포함하는 것처럼 되어 있다. 《삼제시》의 내용은 “모처의 어떠한 세 가지”라고 한 뒤 그 세 가지의 이름과 활동을 나열하는 식으로 공식화되어 있는데, 이때 “프러데인섬의 3대 XXX” 같은 것에서 “프러데인섬”이라는 표현 자체가 “아서의 궁정”으로 대체될 때도 있다. 《브리튼인의 역사》 및 《캄브리아 연대기》에서는 아서가 영웅이기는 하지만 왕인지는 확실하지 않은데, 〈쿨후흐와 올루엔〉, 《삼제시》가 쓰여진 시기에 오면 아서를 웨일스와 콘월과 북부의 대군주인 “이 섬의 가장 우두머리 군주(웨일스어: Penteyrnedd yr Ynys hon 펜테이네드 이르 이니스 혼, 영어: Chief of the Lords of this Island)”라고 칭하게 된다.

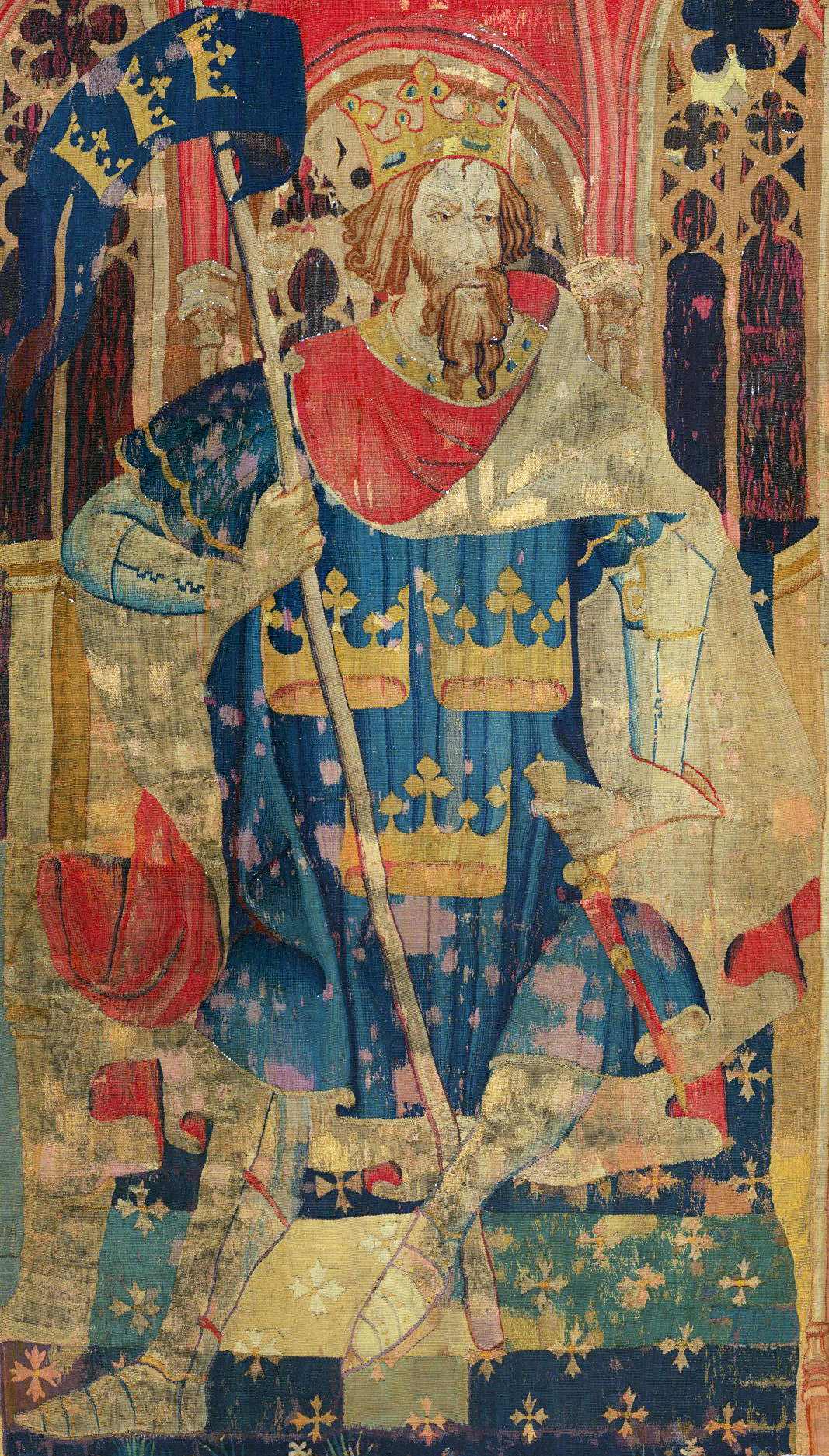
구위인 중 한 명으로 그려진 아서의 태피스트리. 푸른 바탕에 왕관 세 개는 흔히 아서의 문장으로 여겨진다.  1385년경 작품.

제프리 이전의 웨일스의 시 및 이야기뿐 아니라, 《브리튼인의 역사》와 《캄브리아 연대기》 이외의 일부 초기 라틴어 문헌에서도 아서가 등장한다. 특히 로마 이후 시대 기독교 성인들의 여러 전기(성인록)에 아서가 등장하는데, 이들 전기들은 대개 믿을 만한 사료가 아닌 것으로 여겨진다(가장 오래된 것이 11세기경의 물건이다). 12세기 초에 흘란카르판의 카라독이 쓴 《성 길다스의 생애》에 보면, 아서가 길다스의 형제 후에일(Hueil)을 죽이고 그 아내 그엔휘파르(Gwenhwyfar)를 글래스턴베리에서 구출했다고 한다. 1100년경 또는 그보다 약간 이전에 흘란카르판의 리프리스(Lifris)가 쓴 《성 카독의 생애》에서는 카독이 아서의 병사 세 명을 죽인 한 남자를 보호해주었다고 한다. 아서는 병사들의 목숨값으로 소 한 떼를 요구했고, 카독은 요구받은 대로 소를 주었다. 그러나 아서가 소 떼를 받자 소들은 고사리 뭉치들로 변해 버렸다. 12세기 전후에 쓰여진 카란노그, 판다른, 에우플람(Eufflam) 등의 성인록에도 비슷한 이야기들이 나와 있다. 《성 고에즈노비의 전설》에는 이보다는 덜 전설적인 아서에 대한 언급이 있다. 이 문헌은 11세기 초에 쓰여졌다고 스스로 주장하지만, 가장 오래된 필사본은 15세기 물건이다. 또 중요한 언급이 이루어지는 문헌은 말름즈베리의 윌리엄의 《앵글로 왕국의 사적》과 헤르만의 《라우덴시스의 성 마리아의 기적》이다. 이 두 문헌은 아서가 죽지 않고 언젠가 귀환할 것이라는 믿음에 대한 가장 오래된 증거이다. 이 왕의 귀환이라는 주제는 제프리 이후의 민담에서도 자주 회자된다.

### 몬머스의 제프리

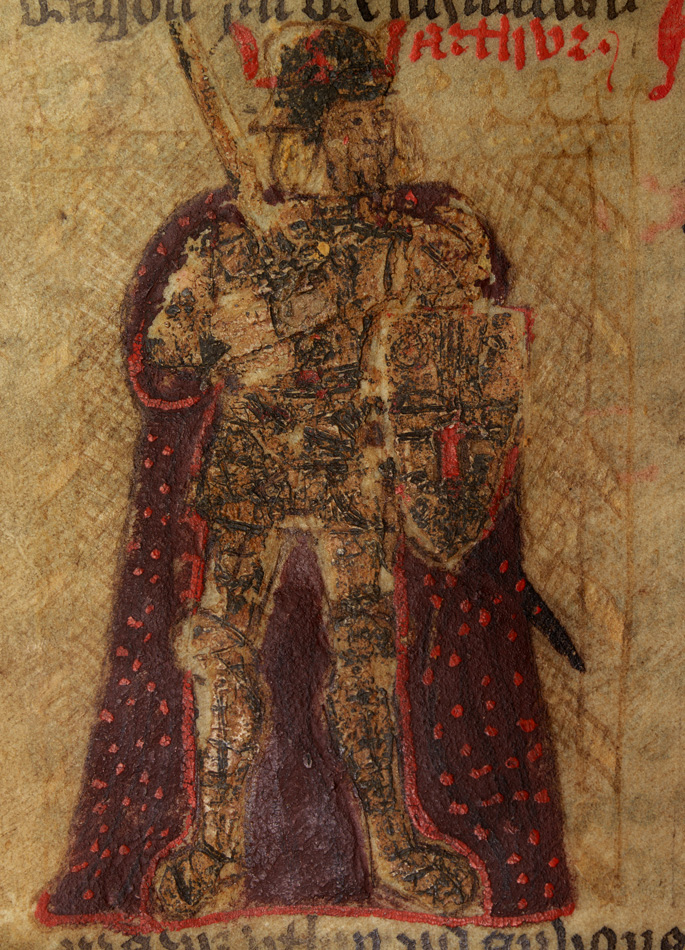
제프리의 《열왕사》 15세기 웨일스어 판본의 조악한 아서왕 삽화.

아서의 삶을 서사적으로 서술한 최초의 기록은 몬머스의 제프리가 라틴어로 쓴 《브리타니아 열왕사》(Historia Regum Britanniae)로, 1138년경 완성되었다. 이 책은 그리스 신화에 나오는 트로이의 브루타스가 브리튼 땅으로 이주한 이래 7세기 웨일스 왕 카드왈라드에 이르기까지의 공상적인 브리튼 왕들을 매우 상상적으로 서술한 것이다. 제프리는 《브리튼인의 역사》나 《캄브리아 연대기》가 그러했듯이 아서를 로마 지배 이후 시대 사람으로 비정했다. 그는 아서와 우서 펜드래건 사이의 부자관계, 마법사 조언자 멀린, 우서가 멀린의 마법으로 적 고를로이스로 둔갑하고 틴타겔에서 고를로이스의 아내 이그라이네와 동침하여 아서를 수태시켰다는 이야기 등을 정립했다. 우서가 죽자 아서는 15세의 나이로 브리튼 국왕 자리를 계승하고 《브리튼인의 역사》와 비슷하게 색슨인과 여러 차례의 전투를 치르고, 이러한 무훈은 바스 전투에서 절정에 이른다. 그 뒤 아서는 북쪽의 픽트인과 스코트인을 쳐부수고 아일랜드, 아이슬란드, 오크니 제도를 정복하여 아서 제국을 세운다. 그 뒤 12년간의 평화가 있다가, 아서는 재차 정복사업에 나서 노르웨이, 덴마크, 갈리아를 정복한다. 아서의 정복지 중 갈리아는 로마 제국의 영토였기에 아서의 승리는 필연적으로 아서의 제국과 로마 제국 사이의 대결로 이어진다. 아서와 그의 전사들(카이우스 = 케이, 베두에루스 = 베디비어, 구알구아누스 = 가웨인 등)은 갈리아에서 로마 황제 루키우스 티베리우스를 격파한다. 그러나 아서가 로마로 진격하려는 순간 아서의 조카 모드레우스(= 모드레드)가 브리튼 땅에서 반란을 일으켜 구엔후아라(= 귀네비어) 왕비를 자기 아내로 삼고 왕좌를 차지했다는 소식이 전해진다. 아서는 브리튼으로 회군하여 콘월의 캄블람강에서 모드레우스를 죽이지만 자신도 치명적인 부상을 입는다. 아서는 일가붙이 중 한 명인 콘스탄틴에게 왕관을 물려주고 상처를 치료하기 위해 아발론 섬으로 떠난다. 그리고 그 뒤로 아서를 본 사람은 아무도 없다고 한다.

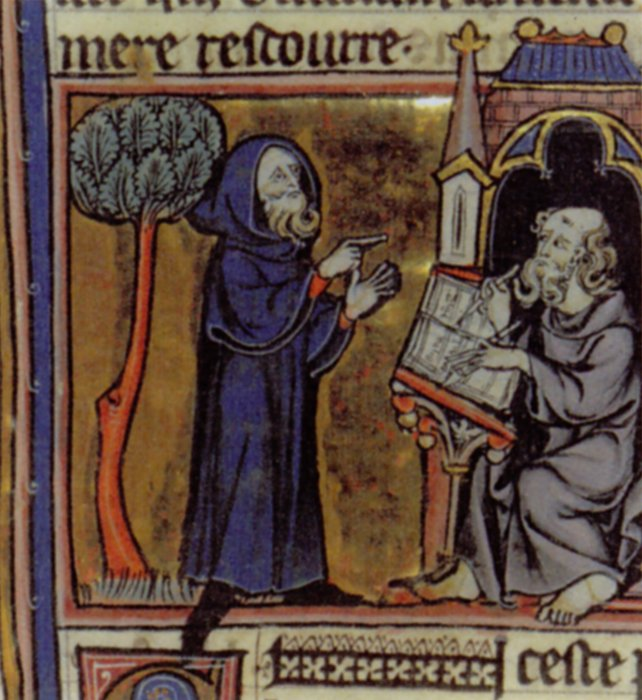
아서의 조언자 멀린. 1300년경 그림.

상술한 이야기 중 제프리의 오리지널 창작 지분이 얼마나 되는지는 아직도 논쟁의 대상이다. 제프리가 9세기 물건인 《브리튼인의 역사》와 《캄브리아 연대기》에서 각각 색슨인과의 열두 차례의 전투, 모드레드와의 캄란 전투 같은 것들을 차용해 왔고, 또 아서가 메시아마냥 죽지 않고 살아있다는 개념도 과거부터 존재했던 것을 가져왔다는 것은 확실하다. 아서가 브리튼 전체의 왕이라는 칭호 역시 제프리 이전의 〈쿨후흐와 올루엔〉, 《프러데인섬의 삼제시》, 성인전들 따위에서 빌어온 것으로 생각된다. 또한 제프리는 아서의 가족, 동료 등의 인명을 자기 이전의 웨일스 신화에서 그대로 가지고 왔는데, 대표적으로 카이우스는 웨일스의 카이이고, 베두에루스는 베드위르, 구엔후아라는 그웬휘파르, 우서는 우서르이다. 또 칼리부르누스 역시 웨일스의 칼레드풀흐일 가능성이 있다. 칼레드풀흐는 후기 아서 이야기에서 엑스칼리버로 등장한다. 그러나 인명, 주요 사건, 칭호 등이 차용되었음에도 불구하고 브리늘리 로버츠(Brynley Roberts)는 제프리의 아서 이야기는 제프리 자신의 문학적 창작이며 제프리 이전의 이야기들에 빚진 바가 전혀 없다고 주장한다. 예컨대 웨일스의 메드라우트는 제프리에 의해 악당 모드레우스로 창작되었지만, 웨일스어 문헌들에서는 16세기가 될 때까지 이렇게 부정적인 등장인물의 흔적은 찾을 수 없다. 오늘날 《브리타니아 열왕사》가 그 전까지의 전승보다 제프리의 창작으로 이루어져 있다는 설에 이의를 제기하는 목소리는 극소수이다. 학자들의 의견은 12세기 후반 뉴버리의 윌리엄이 제프리가 자기 이야기를 "만들어냈"으며, 어쩌면 "거짓말에 대한 지나친 사랑"을 통해 만들어냈다고 말한 것과 공명되는 바가 있다. 이런 시각에 반대하는 사람 중에는 제프리 애시가 있다. 그는 제프리의 이야기가 5세기의 브리튼 왕 리오타무스의 행적을 서술한 지금은 소실된 문헌에 기반한 것이며, 이 리오타무스가 아서의 원래 모델이라고 주장한다. 그러나 애시의 주장과 그 결론을 따르는 역사학자나 켈트학자는 거의 없다.
몬머스의 제프리가 사용한 문헌이 무엇이었건 간에, 《브리타니아 열왕사》가 엄청난 인기를 끌었다는 점은 부정할 수 없는 사실이다. 제프리의 라틴어판의 필사본만 해도 잘 보존된 것이 200점 이상 남아 있으며, 다른 언어로 번역된 것들까지 고려하면 셀 수 없이 많아진다. 예컨대 웨일스어로 번역된 《열왕사》 필사본은 약 60 점이 남아 있으며, 그 중 가장 오래된 것은 13세기에 만들어졌다. 이러한 웨일스어판본들 중 일부가 오히려 제프리의 《열왕사》의 기저를 이루었다는 오랜 생각은 18세기의 루이스 모리스 같은 고전학자들에 의해 발전된 것으로서, 오랜 세월을 거쳐 오늘날의 학계에서는 평가절하되고 있다. 이렇게 인기가 좋았기 때문에 제프리의 《브리타니아 열왕사》는 이후 중세의 아서왕 전설의 발달에 어마무지한 영향을 끼치게 된다. 물론 《열왕사》가 중세 아서 무훈시들의 배후에 도사린 유일한 창조적 힘이었을 리는 없지만, 멀린의 존재나 아서의 최후 같은 많은 요소들이 여기서부터 파생되어 발달하였고, 무훈시인들의 마법적인 모험 이야기들 속에 역사적 뼈대를 제공한 것이 바로 《열왕사》인 것이다.

### 무훈시 전통

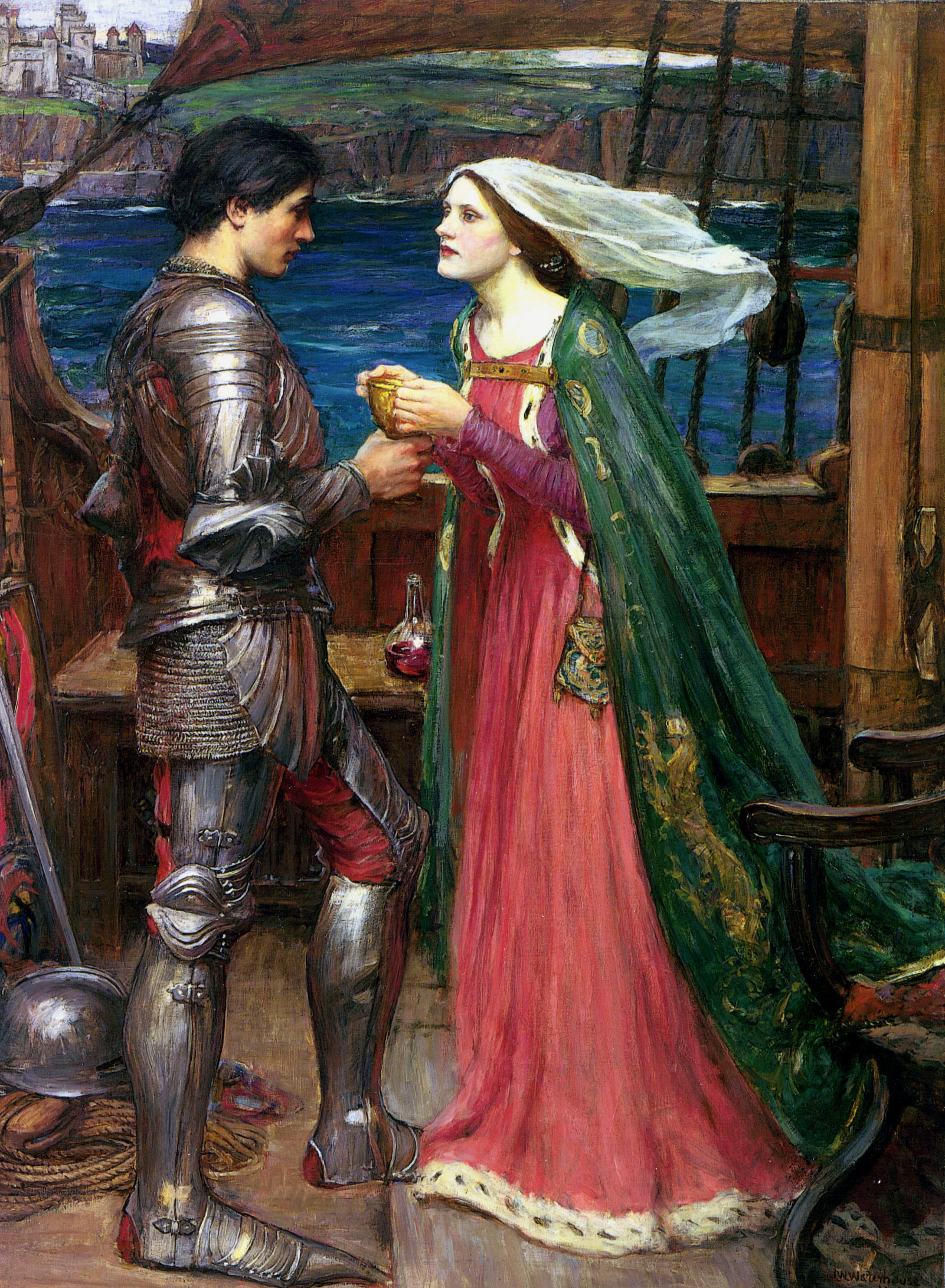
12세기가 되면 트리스탄과 이졸데 같은 다른 이야기들이 "아서" 이야기로 추가되면서 아서라는 인물 자체는 곁다리로 밀려나는 경향을 보인다. 그림은 존 윌리엄 워터하우스의 1916년 작품.

제프리의 《열왕사》 및 그 파생 작품들(와스의 《브뤼 이야기》 등)의 인기는 이후 12세기 ~ 13세기에 걸쳐 중앙유럽, 특히 프랑스에서 상당한 수의 아서물 작품들이 나오는 데 중요한 영향을 끼친 인수였다는 데는 사람들이 대개 동의한다. 그러나 소위 "브리튼 이야기"를 형성하는 데 있어 제프리류만 영향을 끼친 것은 아니다. 제프리의 저작들이 널리 알려지기 전부터 대륙 유럽에서 아서 및 아서 이야기가 친숙한 상태였다는 분명한 증거가 존재한다(예: 모데나 대성당의 홍예궁륭). 그리고 제프리의 《열왕사》에는 나타나지 않는 켈트식 이름과 이야기들이 아서 무훈시들에는 나타난다. 어쩌면 이 새로운 아서 이야기들의 대분출의 가장 중요한 결과는 아서왕이라는 인물 자체의 역할 변화라고 해야 할 것이다. 12세기 및 그 이후의 아서물 문학은 임금이고 주인공인 아서 본인보다는 그 주변인, 예컨대 랜슬롯과 귀네비어, 퍼시발, 갤러해드, 가웨인, 트리스탄과 이졸데 등에게 각광을 주는 경향이 있다. 제프리 이전의 전통과 제프리의 《열왕사》가 주인공으로서 아서에게 엄청난 비중을 주었던 것과 비교해 보면 무훈시들에서의 아서는 거의 곁다리로 밀려나 있다. 아서라는 등장인물의 성격도 상당히 변화했다. 고대 전승이나 제프리의 책에 나오는 아서는 위대하고 흉포한 전사로서, 마녀나 거인 같은 괴물들을 쳐죽이며 광소하고, 군사 원정이 있을 때면 언제나 군의 선두에 서는 인물이었다. 한편 대륙 유럽의 무훈시에 나오는 아서는 아무 것도 하지 않는다. 그는 무위로 일관하며 자신의 이상 사회의 균열이 발생하는 것도 해결치 않고 방치한다. 이들 프랑스의 작품들에서 아서의 역할은 현명하고, 위엄있고, 침착하지만 다소 단조로운, 그리고 때로는 나약한 군주 바로 그 자체이다. 그렇기에 랜슬롯이 귀네비어와 불륜했다는 사실을 듣고도 얼굴이 하얗게 질릴 뿐 침묵을 지키고, 크레티앵 드 트루아의 《사자의 기사 위바인》에서는 만찬 다음날에는 숙취로 제대로 일어나질 못해 낮잠을 자야만 하는 인간인 것이다. 하지만 노리스 J. 레이시의 분석에 따르면 이들 무훈시들의 아서에게서 각종 결점이나 약점이 나타나긴 하지만, “그의 위신은 절대, 또는 거의 절대 그 개인적 약함의 영향을 받지 않았다 … 그의 권위와 영광은 온전히 남았다.”

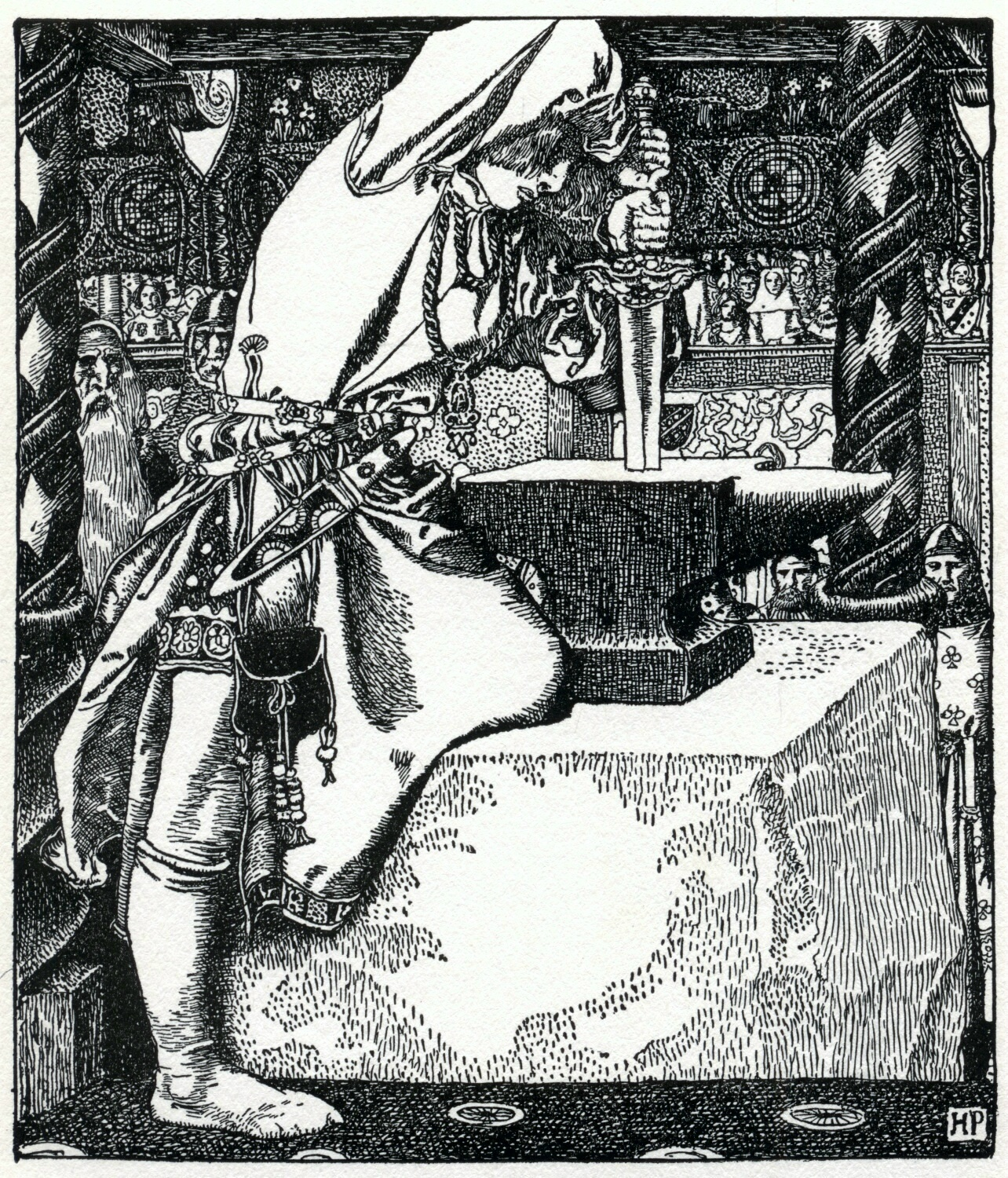
아서가 돌에서 칼을 뽑았다는 이야기는 로베르 드 보롱의 13세기 작품 《메를랭》에 나온다. 하워드 파일의 1903년 삽화.

아서와 그 수행단은 마리 드 파리의 《설화시》 중 일부에 나타나기도 한다. 하지만 아서의 캐릭터와 전설을 정립하는 데 가장 큰 영향을 미친 사람은 또다른 프랑스 시인 크레티엥 드 트로예스(Chrétien de Troyes)였다. 크레티앵은 1170년 경에서 1190년 사이에 아서 무훈시를 다섯 편 썼다. 〈에레크와 에니드〉, 〈클리게스〉는 아서의 궁정을 배경으로 삼은 궁정 연애담으로, 웨일스 신화나 제프리의 아서에게서 보이는 영웅적 세상과는 확실히 동떨어져 있다. 한편 〈사자의 기사 이바인〉은 이바인과 가웨인이 초자연적 모험을 하는 내용으로서, 아서는 매우 쇠약하고 노쇠한 조연에 지나지 않는다. 한편, 아서 전설의 발달에 가장 중요한 역할을 한 것은 〈수레의 기사 랑슬로〉로, 여기서 랜슬롯의 존재 및 랜슬롯과 아서의 왕비(귀네비어) 사이의 불륜관계가 추가되었다. 이로써 불륜으로 태어난 아서가 자신 역시 오쟁이를 지게 된다는 묘한 순환 구도가 만들어졌다. 그리고 〈퍼시벌과 성배 이야기〉에서 성배와 어부왕이라는 소재가 추가되면서 아서 이야기에서 아서의 역할은 한층 더 축소되었다. 고로 크레티엥은 “아서 전설의 정교화 및 그 전설이 발산할 이상적 형태를 정립”한 두 가지 중요한 역할을 맡은 것이다. 그리고 크레티엥 이후 아서를 다룬 작품들은 대부분 크레티엥이 쌓아놓은 토대를 기반으로 아서라는 인물과 아서의 세계를 그리고 있다. 〈퍼시벌과 성배 이야기〉는 미완성작이었지만 특히 인기가 좋았다. 이후 반 세기에 걸쳐 이 무훈시의 속편을 자처하는 시만 네 편이 더 나왔다. 성배에 대한 언급과 성배 탐색을 위한 모험은 로베르 드 보롱 등의 다른 작가들에 의해 발전되었다. 그 과정에서 대륙 무훈시에서 아서라는 인물의 위치는 계속 좁아졌다. 랜슬롯과 귀네비어 사이의 불륜은 그 자체로 하나의 고전적 아서 전설 모티프가 되어버렸다. 다만 산문 《랑슬로》(Lancelot, 1225년경)를 비롯한 몇몇 작품들은 크레티엥의 캐릭터와 울리히 폰 자치크호벤의 《란첼레트》(Lanzelet)의 캐릭터를 혼합해 사용하고 있다. 크레티엥의 작품들은 웨일스로 역수입되었고, 그 결과 영웅적이고 활동적인 웨일스의 아서가 무훈시의 나약하고 비중없는 아서로 대체당하기 시작한다. 이 과정에서 중요한 웨일스의 아서 무훈시 세 작품이 있다. 해당 웨일스 작품들은 크레티엥의 작품과 몇 가지 중요한 차이점이 있기는 하지만 매우 흡사한 모습을 보여준다. 〈호수의 귀부인 오와인〉은 크레티엥의 〈사자의 기사 이바인〉에 대응하고, 〈게라인트와 에니드〉는 〈에레크와 에니드〉에, 〈에프라우그의 아들 페레두르〉는 〈퍼시벌과 성배〉에 대응한다.

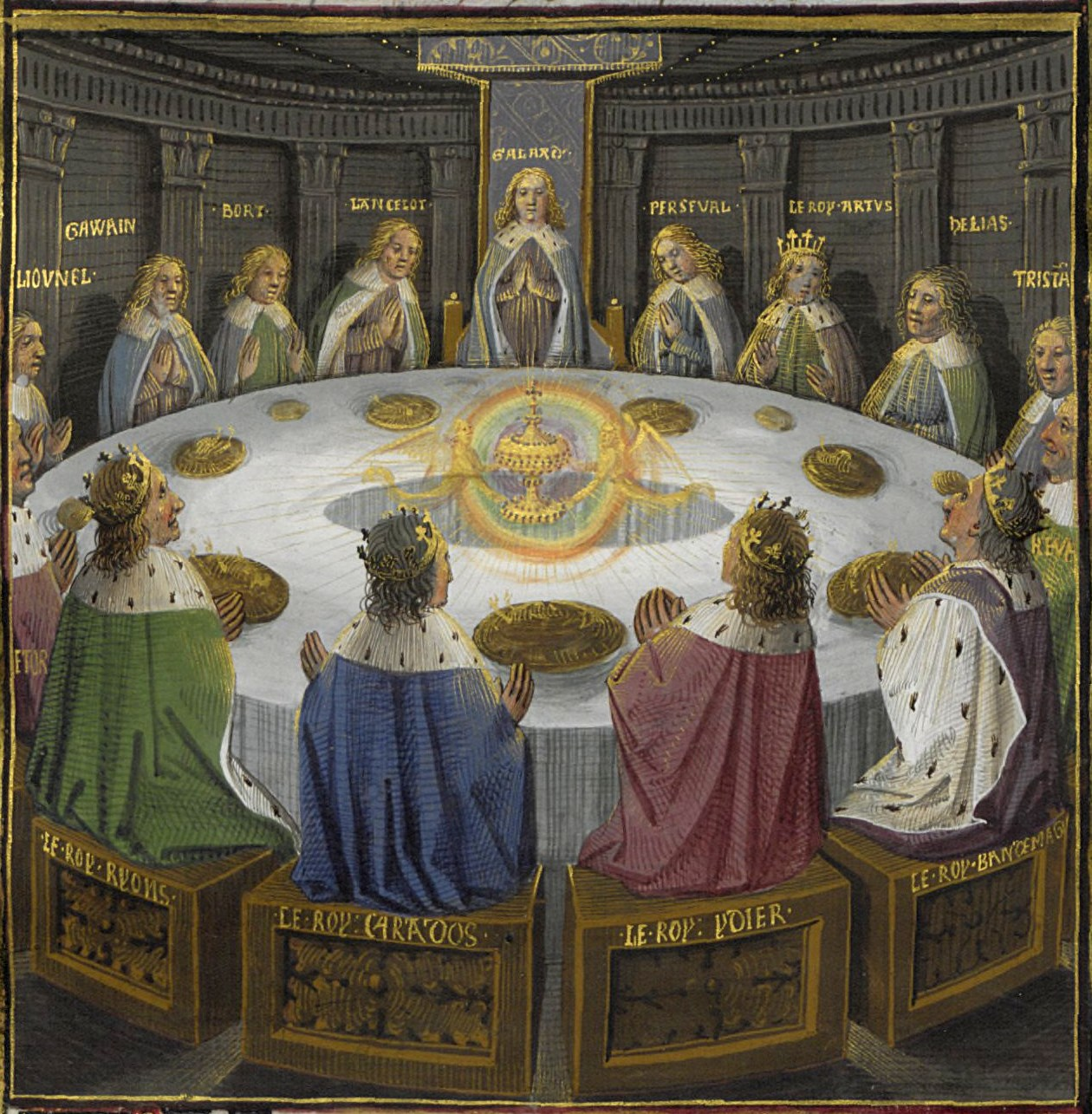
원탁에 성배의 상이 나타났다. 에브라르 데스핀퀴에스의 1475년 경 작품

1210년 경 이전까지 대륙 아서 무훈시는 대개 시의 형태로 쓰여졌다. 그 이후로는 산문 형태로 이야기가 쓰이기 시작한다. 13세기 산문 무훈시 중 가장 두드러지는 것은 13세기 상반기에 쓰여진 중세 프랑스어 산문 작품들로 이루어진 불가타 대계(랜슬롯-성배 대계라고도 한다)이다. 대계를 이루는 이야기들로는 〈성배의 이야기〉(Estoire del Saint Grail), 〈메를랭의 이야기〉(Estoire de Merlin), 〈정결한 랑슬로〉(Lancelot propre; 이 작품 혼자서 불가타 대계의 절반 이상을 잡아먹는다), 〈성배 탐색〉(Queste del Saint Graal), 〈아서 죽다〉(Mort Artu)가 있다. 이로써 랜슬롯 이야기는 본래의 아서 전설에 대응하는 연대기적 버전을 갖추게 되었다. 불가타 대계는 갤러해드라는 새 등장인물을 추가하고 멀린(메를랭)의 역할을 늘림으로써 아서의 역할을 축소하는 경향을 그대로 따라갔다. 또한 모드레드를 아서와 그 누이 사이에 태어난 사생아라고 설정했고, 크레티엥의 〈랑슬로〉에서는 한 번 언급만 되고 지나갔던 카멜롯이라는 지명을 아서의 궁정이 소재한 곳으로 확정시켰다. 이후 곧바로 불가타 후 대계(1230년 경 ~ 1240년 경)가 불가타 대계의 뒤를 이었다. 그 중 한 이야기인 〈메를랭의 수행원〉(Suite du Merlin)는 랜슬롯과 귀네비어의 불륜의 비중을 확 줄였지만, 그래도 아서는 여전히 곁다리 조연이었다. 대신 여기서는 성배 탐색에 집중했다. 그 결과 아서는 이들 프랑스 산문 무훈시들에서 더욱 축소된 단역으로 전락한다. 불가타 대계만 쳐도 아서가 제대로 등장하는 것은 〈메를랭의 이야기〉와 〈아서 죽다〉 둘 뿐이다. 이 시기에 아서는 기사도를 대표하는 인물로서 구위인(세 명의 이교도, 세 명의 유대인, 세 명의 기독교인) 중 한 명으로 추앙된다. 구위인 개념은 1212년 자크 드 롱귀용의 Voeux du Paon에 처음 등장하고, 그 이후 문학 및 예술에서 널리 다루어지는 소재가 되었다.

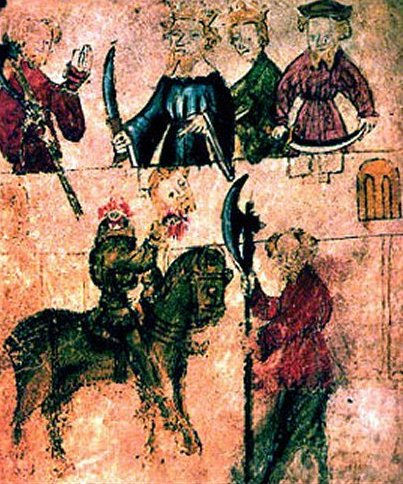
〈가웨인 경과 녹기사〉 삽화(14세기). 가운데 위에 있는 사람이 아서.

중세 아서 이야기 대계와 “무훈시의 아서”라는 캐릭터는 토마스 맬러리의 《아서왕의 죽음》에 의해 끝을 맺는다. 《아서왕의 죽음》은 15세기 말에 맬러리가 전체 전설을 복기하며 한 권으로 정리한 영어로 쓴 책이다. 그 원제는 《아서왕과 그 명예로운 기사들과 원탁 전서》( The Whole Book of King Arthur and of His Noble Knights of the Round Table)였다. 맬러리는 이 책을 쓰면서 그 전에 존재했던 많은 무훈시들, 특히 불가타 대계를 참조했는데, 종합적이고 권위 있는 아서 이야기 모음집을 만들기를 목적했는 것 같다. 《아서왕의 죽음》은 잉글랜드에서 최초로 인쇄된 책들 중 하나로 1485년 윌리엄 캑스턴에 의해 간행되었다. 맬러리의 목적이 성공해서인지는 몰라도 그 이후의 아서 관련 작품들은 거의 모두 맬러리의 책에서 파생된 것들이다.

## 쇠락과 부활, 그리고 오늘날

### 중세 이후 문학
중세가 끝남과 함께 아서왕에 관한 사람들의 관심도 이지러졌다. 맬러리가 프랑스 무훈시들을 영어로 번역한 것들이 인기를 끌기는 했지만, 아서 무훈시의 역사적 뼈대, 즉 몬머스의 제프리에 의해 정립된 그것에 대한 진실성 자체에 대한 의심의 목소리들이 커져갔고, 이에 따라 브리튼 이야기 전체의 타당성도 공격의 대상이 되었다. 특히 16세기의 인문학자 폴리도루스 베르길리우스가 제프리 이후 생겨난 중세의 "연대기 전통"에 널리 퍼진 아서가 로마 이후 존재한 제국의 지배자라는 주장을 기각한 인물로서 유명하다. 이러한 추세는 웨일스와 잉글랜드의 문헌학자들에게 공포의 대상이 되었다. 중세라는 시대의 종말과 문예부흥 역시 아서라는 인물의 캐릭터성과 그와 관련된 전설들이 사람들에게 매력을 갖지 못하도록 훼철하는 데 기여했다. 그런 전차로 맬러리의 《아서왕의 죽음》은 1634년에 마지막으로 인쇄된 뒤 거의 200년 동안 빛을 보지 못하게 되었다. 아서왕과 아서 전설이 아예 버림받은 것은 아니었지만, 19세기 초가 될 때까지 아서 이야기들은 진지하지 못한 것으로 취급되었고 17 ~ 18세기 정치판의 알레고리 수단 따위로 가볍게 사용되는 일이 잦았다. 예컨대 리처드 블랙모어의 서사시 《왕자 아서》(Prince Arthur, 1695년)와 《국왕 아서》(King Arthur, 1697년)는 윌리엄 3세와 제임스 2세 사이의 싸움에 대한 알레고리로서 아서를 등장시키고 있다. 비슷한 이유로 이 시기에 가장 인기있었던 아서 이야기는 엄지손가락 톰 같은 것이었다. 엄지손가락 톰은 행상인들이 팔고 다니던 싸구려 책(chapbook)을 통해 처음 이야기되었으며 나중에는 헨리 필딩의 정치연극 등으로 소비되었다. 필딩의 연극은 아서왕 시대의 브리튼을 배경으로 삼고 있으나 아서의 취급은 매우 해학적이고 희극적이다.
존 드라이든의 가면극 《아서왕》은 오늘날에도 공연되곤 하지만, 이는 사실상 헨리 퍼셀의 음악 때문이고 원래 연극 내용이 생략단축되지 않고 그대로 상영되는 일은 거의 드물다.

### 테니슨 남작과 아서 이야기의 부활

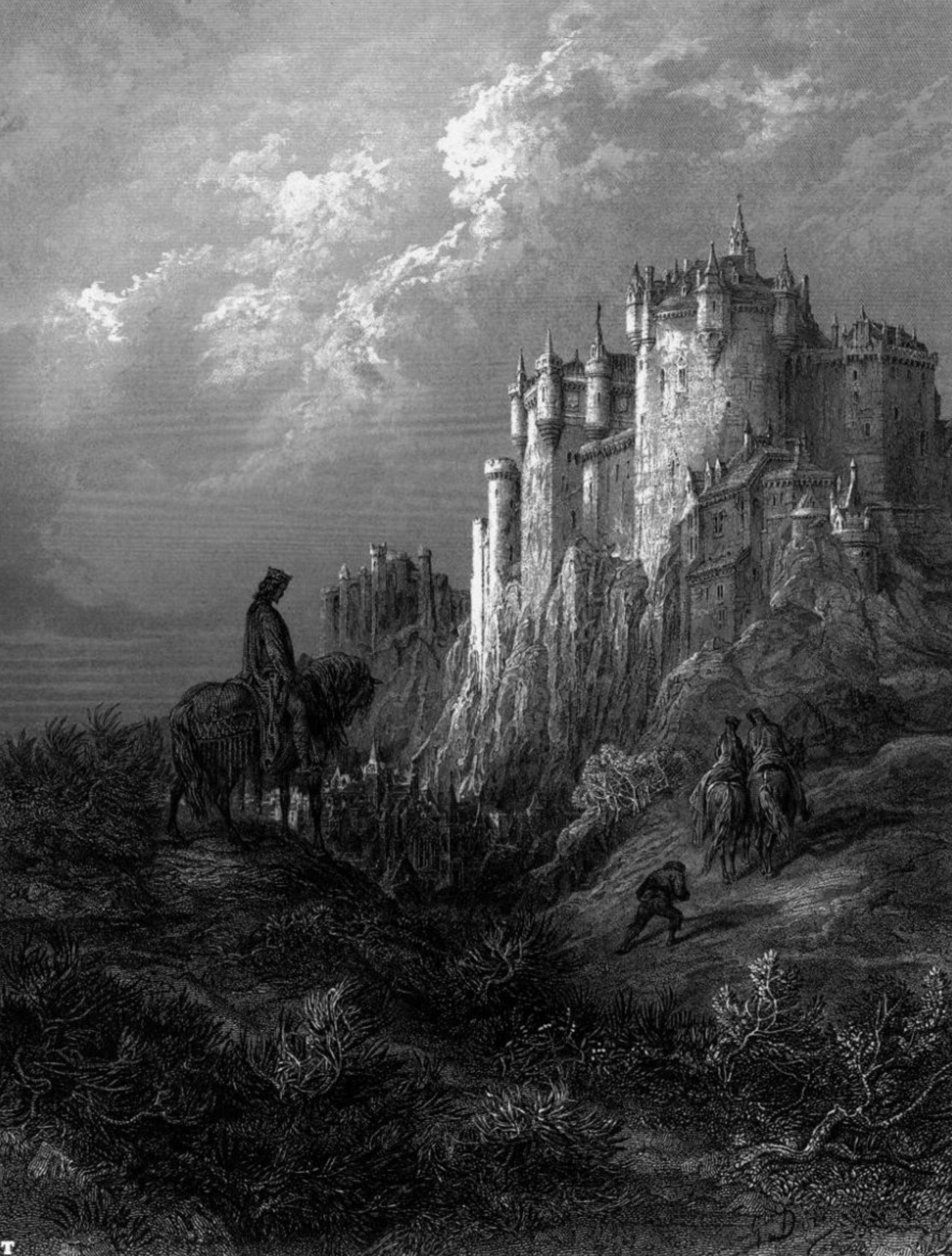
구스타브 도레가 그린 카멜롯. 테니슨 남작의 《국왕목가》(1868년) 삽화로 사용.

19세기 초, 중세주의, 낭만주의, 고딕 부흥운동이 일어나면서 아서 이야기를 비롯한 중세 무훈시들에 대한 관심이 되살아났다. 19세기 신사들은 아서 무훈시에 내재된 기사도를 중심으로 새로운 윤리를 형성했다. 1816년 맬러리의 《아서왕의 죽음》이 182년만에 재출판된 것에서도 이러한 풍조가 완연히 드러난다. 처음에는 중세 아서 전설은 주로 시인들의 관심거리였다. 예컨대 윌리엄 워즈워스는 1835년작 〈이집트 하녀〉에서 성배의 알레고리를 사용하고 있다. 그 중 특히 발군이었던 이가 앨프리드 테니슨 남작으로, 그는 1822년 처음으로 아서 시 〈샬롯 공주〉를 발표했다. 몇몇 작품에서는 중세 무훈시에서 그러했듯이 아서 본인은 조연에 지나지 않는 것도 있다. 테니슨 남작의 아서 관련 작품들은 아서의 이야기를 빅토리아 시대풍으로 완전히 번안한 《국왕목가》에서 그 인기가 절정을 찍었다. 《국왕목가》는 1859년 초판이 출간되어 첫 주에만 10,000 부가 팔려나갔다. 《국왕목가》의 아서는 지상에 완벽한 왕국을 세우려 하지만 인간의 나약함으로 인해 결국 패배하고 마는 이상적 인간의 상징으로 등장한다. 테니슨의 작품들은 상당한 모방자들을 만들어냈고, 아서 전설과 아서 개인에 대한 대중의 관심을 이끌어내면서 맬러리의 이야기가 더욱 많은 독자들에게 퍼지게 되었다. 맬러리의 아서 이야기 전집의 근대 영어 판본은 《국왕목가》 출판 직후인 1862년 출판되었으며, 그 뒤로 19세기가 끝나기 전까지 6개 판본이 더 출판되고 5개 출판사가 서로 경쟁하였다.
‘무훈시의 아서’ 및 그 연관 이야기들에 대한 이러한 관심은 19세기를 넘어 20세기까지 계속되었고, 윌리엄 모리스 같은 시인들이나 에드워드 번존스 같은 라파엘 전파 화가들에게 영향을 주었다. 앞서 18세기에 유행했던 엄지손가락 톰 같은 해학적인 이야기도 《국왕목가》가 출판된 이후 몽땅 다시 쓰였다. 톰은 덩치가 작고 개그 캐릭터라는 속성은 보존했지만, 줄거리에 중세 아서 전통의 것이 상당히 포함되게 되었고 아서도 매우 진중하고 역사적인 인물로 다루어지게 되었다. 이렇게 부활한 아서 무훈시 전통은 미국에도 영향을 미쳐서 시드니 라니어(Sidney Lanier)의 《소년왕 아서》(The Boy's King Arthur, 1880년) 같은 것이 나오는가 하면 마크 트웨인은 풍자적인 타임슬립 소설 《아서왕 궁정의 코네티컷 양키》(A Connecticut Yankee in King Arthur's Court, 1889년)를 썼다. 이러한 새로운 아서물 조류에서 무훈시의 아서가 중심 인물로 나올 때도 있었으나(예컨대 번존스의 〈아서왕 아발론에 잠들다〉 따위), 다른 경우에는 아서는 중세적 위치로 돌아가서 조연화되거나 아예 나오지 않기도 했다. 리하르트 바그너의 아서 오페라들이 후자 유형의 대표적인 사례들이다. 또한 아서 및 아서 이야기들에 대한 관심의 부활이 조금도 수그러지지 않고 지속된 것은 아니다. 19세기 말엽이 되면 라파엘 전파의 모방자들로 인해 이미 레드오션이 된 상태였으며, 제1차 세계 대전의 영향도 피할 수 없었다. 끔찍한 대전은 기사도를 위협했고, 이상적 기사로서 아서의 중세적 현현에 대한 관심도 사그라들었다. 그러나 무훈시 전통 자체는 충분히 강력하게 살아남아 토머스 하디, 로런스 비뇬, 존 메이스필드 등이 아서 희곡을 쓰게 했고, T. S. 엘리엇은 유명한 시 〈황무지〉에서 어부왕을 언급하면서 아서 신화를 암시했다.

### 근현대의 아서왕

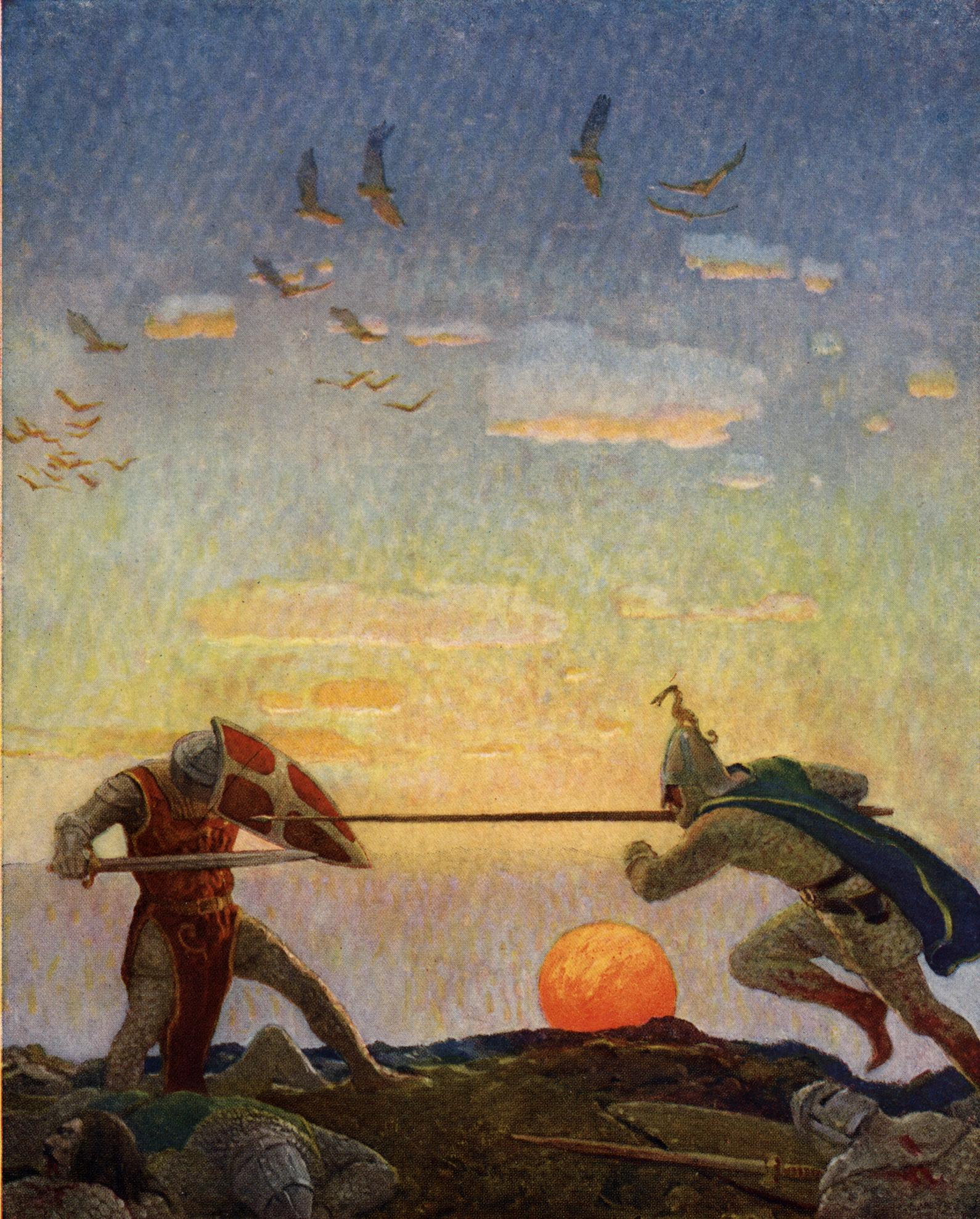
아서와 모드레드의 전투. 시드니 라이너의 《소년왕 아서》의 삽화로 뉴웰 컨버스 와이어스가 그림.

아서왕 무훈시의 전통은 20세기 후반에도 그 영향력을 이어갔다. 테런스 핸버리 화이트의 《과거의 왕이자 미래의 왕》(The Once and Future King, 1958년), 매리언 짐머 브래들리의 《아발론의 안개》(The Mists of Avalon, 1982년) 등의 소설이나 《용감한 왕자》(Prince Valiant, 1937년 ~ ) 같은 만화가 이 때 나온 것이다. 테니슨은 아서 이야기들을 재구성하면서 당대의 문제점을 접목해 지적했었고, 근현대에서 이뤄지는 표현 방식 역시 이와 비슷한 경우가 적지 않다. 예컨대 브래들리의 이야기는 아서 전설에 여성주의 접근 방식을 취했는데, 이는 중세 문헌의 아서 이야기와 대조되는 것이다. 또 미국 작가들은 아서 이야기를 평등과 민주주의 같은 가치를 담는 방향으로 재창작하기도 했다. 무훈시의 아서는 영화와 연극을 통해서도 널리 알려졌다. 화이트가 지은 소설은 러너와 로우가 뮤지컬 《카멜롯》(1960년)으로 만들었고, 월트 디즈니 컴퍼니는 애니메이션 《아더왕의 검》(The Sword in the Stone, 1963년)을 제작했다. 《카멜롯》은 랜슬롯과 귀네비여 사이의 불륜과 아서의 서방질을 중심 이야기로 삼고 있으며, 1967년 동명의 영화로 영화화도 되었다. 아서왕 무훈시 전통을 다루어 평론가들에게 성공적인 평을 받은 영화로는 로베르 브레송의 《호수의 랜슬롯》(Lancelot du Lac, 1974년), 에릭 로메르의 《웨일스 사람 퍼시벌》(Perceval le Gallois, 1978년), 존 부어먼의 판타지 영화 《엑스칼리버》(1981년) 등이 있다. 그리고 유쾌한 패러디 영화인 《몬티 파이선과 성배》(Monty Python and the Holy Grail, 1975년)도 빼놓을 수 없다.

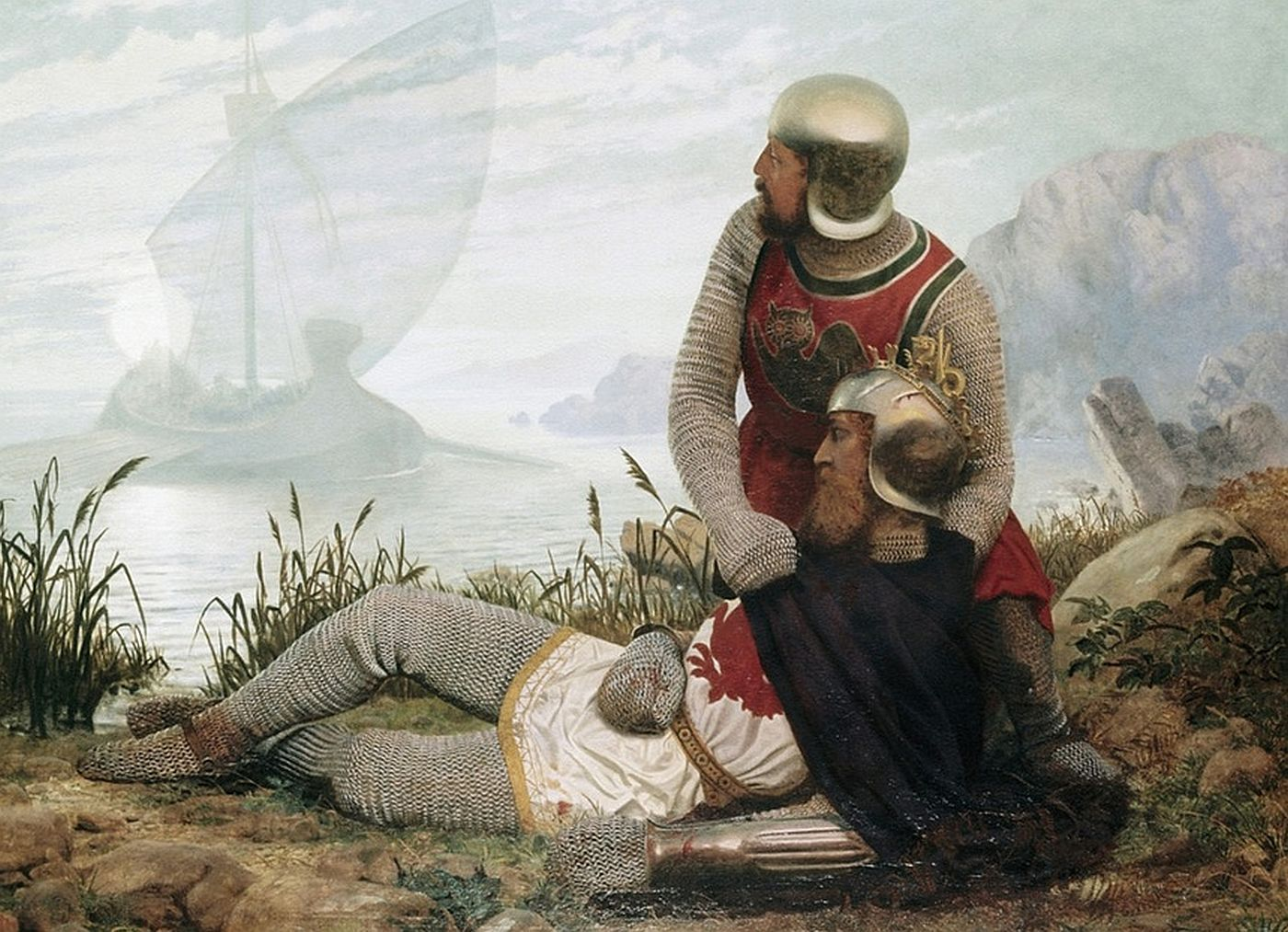
《아서의 죽음》. 존 개릭의 1862년 그림.

무훈시 전통을 복원하고 재현하는 것만이 유일한 오늘날의 아서 전설 향유 수단인 것은 아니다. 아서를 무훈시에서 탈피시켜 기원후 500년 경에 실존했던 역사상의 인물로 묘사하려는 시도 또한 이루어졌다. 몬머스의 제프리 및 《브리튼인의 역사》로 대표되는 중세 연대기 전통으로의 회귀는 상대적으로 최근의 조류로서, 제2차 세계 대전 발발 이후 아서물 문학계에서 주류로 부상했다. 게르만계 침략자들에 맞서 싸우는 아서 이야기가 당대 영국인들에게 큰 공감을 얻은 것이다. 클레멘스 데인의 라디오드라마 시리즈 《구원자들》(The Saviours, 1942년)은 역사적 아서를 이용해 절망적 역경에 맞서 싸우는 영웅적 저항정신을 고취했고, 로버트 케드릭 셰리프의 연극 《긴 일몰》(The Long Sunset, 1955년) 역시 아서를 게르만 침략자들에 맞서 로마-브리튼인들의 저항을 결집시킨 지도자로 보았다. 아서를 역사적 인물로 다루는 이 조류는 이 시기에 출판된 역사소설 및 판타지 소설들에서도 살펴볼 수 있다. 아서를 5세기의 실존 영웅으로 묘사하는 영상 매체로는 TV 드라마 《브리튼인의 아서》(1972년–73년), 《아서왕의 전설》(1979년), 《카멜롯》(2011년) 등이 만들어졌고, 영화로는 《아서왕》(2004년), 《최후의 군단》(2007년) 등이 있다.

## 같이 보기
- 브리튼인의 신화적 왕

## 참고 자료
- Anderson, Graham (2004), King Arthur in Antiquity, London: Routledge, ISBN 978-0-415-31714-6.
- Ashe, Geoffrey (1985), The Discovery of King Arthur, Garden City, NY: Anchor Press/Doubleday, ISBN 978-0-385-19032-9.
- Ashe, Geoffrey (1996), “Geoffrey of Monmouth”,   Lacy, Norris, The New Arthurian Encyclopedia, New York: Garland, 179–82쪽, ISBN 978-1-56865-432-4.
- Ashe, Geoffrey (1968), “The Visionary Kingdom”,   Ashe, Geoffrey, The Quest for Arthur's Britain, London: Granada, ISBN 0-586-08044-9.
- Ashley, Michael (2005), The Mammoth Book of King Arthur, London: Robinson, ISBN 978-1-84119-249-9.
- Barber, Richard (1986), King Arthur: Hero and Legend, Woodbridge, UK: Boydell Press, ISBN 0-85115-254-6.
- Barber, Richard (2004), The Holy Grail: Imagination and Belief, London: Allen Lane, ISBN 978-0-7139-9206-9.
- Bibliothèque nationale de France [French National Library] (c. 1475), 《Français 116: Lancelot en prose》 [French MS 116: The Prose Lancelot] (프랑스어), Illuminated by Évrard d'Espinques. Originally commissioned for Jacques d'Armagnac, now held by the BNF Department of Manuscripts (Paris)
- Binyon, Laurence (1923), Arthur: A Tragedy, London: Heinemann, OCLC 17768778.
- Bradley, Marion Zimmer (1982), The Mists of Avalon, New York: Knopf, ISBN 978-0-394-52406-1.
- Bromwich, Rachel (1978), Trioedd Ynys Prydein: The Welsh Triads, Cardiff: University of Wales Press, ISBN 978-0-7083-0690-1. 2nd ed.
- Bromwich, Rachel (1983), “Celtic Elements in Arthurian Romance: A General Survey”,   Grout, P. B.; Diverres, Armel Hugh, The Legend of Arthur in the Middle Ages, Woodbridge: Boydell and Brewer, 41–55쪽, ISBN 978-0-85991-132-0.
- Bromwich, Rachel (1991), “First Transmission to England and France”,   Bromwich, Rachel; Jarman, A. O. H.; Roberts, Brynley F., The Arthur of the Welsh, Cardiff: University of Wales Press, 273–98쪽, ISBN 978-0-7083-1107-3.
- Bromwich, Rachel; Evans, D. Simon (1992), Culhwch and Olwen. An Edition and Study of the Oldest Arthurian Tale, Cardiff: University of Wales Press, ISBN 978-0-7083-1127-1.
- Brooke, Christopher N. L. (1986), The Church and the Welsh Border in the Central Middle Ages, Woodbridge: Boydell, ISBN 978-0-85115-175-5.
- Budgey, A. (1992), “'Preiddeu Annwn' and the Welsh Tradition of Arthur”,   Byrne, Cyril J.; Harry, Margaret Rose; Ó Siadhail, Padraig, Celtic Languages and Celtic People: Proceedings of the Second North American Congress of Celtic Studies, held in Halifax, August 16–19, 1989, Halifax, Nova Scotia: D'Arcy McGee Chair of Irish Studies, Saint Mary's University, 391–404쪽, ISBN 978-0-9696252-0-9.
- Bullock-Davies, C. (1982), “Exspectare Arthurum, Arthur and the Messianic Hope”, Bulletin of the Board of Celtic Studies (29): 432–40.
- Burgess, Glyn S.; Busby, Keith, 편집. (1999), The Lais of Marie de France, London: Penguin, ISBN 978-0-14-044759-0. 2nd. ed.
- Burns, E. Jane (1985), Arthurian Fictions: Re-reading the Vulgate Cycle, Columbus: Ohio State University Press, ISBN 978-0-8142-0387-3.
- Carey, John (1999), “The Finding of Arthur's Grave: A Story from Clonmacnoise?”,   Carey, John; Koch, John T.; Lambert, Pierre-Yves, Ildánach Ildírech. A Festschrift for Proinsias Mac Cana, Andover: Celtic Studies Publications, 1–14쪽, ISBN 978-1-891271-01-4.
- Carley, J. P. (1984), “Polydore Vergil and John Leland on King Arthur: The Battle of the Books”, Interpretations (15): 86–100.
- Chambers, Edmund Kerchever (1964), Arthur of Britain, Speculum Historiale.
- Charles-Edwards, Thomas M. (1991), “The Arthur of History”,   Bromwich, Rachel; Jarman, A. O. H.; Roberts, Brynley F., The Arthur of the Welsh, Cardiff: University of Wales Press, 15–32쪽, ISBN 978-0-7083-1107-3.
- Coe, John B.; Young, Simon (1995), The Celtic Sources for the Arthurian Legend, Felinfach, Lampeter: Llanerch, ISBN 978-1-897853-83-2.
- Crick, Julia C. (1989), The "Historia regum Britanniae" of Geoffrey of Monmouth. 3: A Summary Catalogue of the Manuscripts, Cambridge: Brewer, ISBN 978-0-85991-213-6.
- Dumville, D. N. (1977), “Sub-Roman Britain: History and Legend”, History 62 (62): 173–92, doi:10.1111/j.1468-229X.1977.tb02335.x.
- Dumville, D. N. (1986), “The Historical Value of the Historia Brittonum”, Arthurian Literature (6): 1–26.
- Eliot, Thomas Stearns (1949), The Waste Land and Other Poems, London: Faber and Faber, OCLC 56866661.
- Field, P. J. C. (1993), The Life and Times of Sir Thomas Malory, Cambridge: Brewer, ISBN 978-0-585-16570-7.
- Field, P. J. C. (1998), Malory: Texts and Sources, Cambridge: Brewer, ISBN 978-0-85991-536-6.
- Ford, P. K. (1983), “On the Significance of some Arthurian Names in Welsh”, Bulletin of the Board of Celtic Studies (30): 268–73.
- Forbush, William Byron; Forbush, Dascomb (1915), The Knights of King Arthur: How To Begin and What To Do, The Camelot Project at the University of Rochester, 2008년 5월 10일에 원본 문서에서 보존된 문서, 2008년 5월 22일에 확인함.
- Gamerschlag, K. (1983), “Tom Thumb und König Arthur; oder: Der Däumling als Maßstab der Welt. Beobachtungen zu dreihundertfünfzig Jahren gemeinsamer Geschichte”, Anglia (독일어) (101): 361–91.
- Gilbert, Adrian; Wilson, Alan; Blackett, Baram (1998), The Holy Kingdom, London: Corgi, ISBN 978-0-552-14489-6.
- Green, Thomas (1998), “The Historicity and Historicisation of Arthur”, Thomas Green's Arthurian Resources, 2008년 5월 22일에 확인함.
- Green, Thomas (August 2007a), “Tom Thumb and Jack the Giant Killer: Two Arthurian Fairytales?”, Folklore 118 (2): 123–40, doi:10.1080/00155870701337296. (EBSCO subscription required.)
- Green, Thomas (2007b), Concepts of Arthur, Stroud: Tempus, ISBN 978-0-7524-4461-1.
- Haycock, M. (1983–84), “Preiddeu Annwn and the Figure of Taliesin”, Studia Celtica' (18/19): 52–78.
- Haycock, M. (2007), Legendary Poems from the Book of Taliesin, Aberystwyth: CMCS, ISBN 978-0-9527478-9-5.
- Hardy, Thomas (1923), The Famous Tragedy of the Queen of Cornwall at Tintagel in Lyonnesse: A New Version of an Old Story Arranged as a Play for Mummers, in One Act, Requiring No Theatre or Scenery, London: Macmillan, OCLC 1124753.
- Harty, Kevin J. (1996), “Films”,   Lacy, Norris J., The New Arthurian Encyclopedia, New York: Garland, 152–155쪽, ISBN 978-1-56865-432-4.
- Harty, Kevin J. (1997), “Arthurian Film”, Arthuriana/Camelot Project Bibliography, 2008년 5월 24일에 원본 문서에서 보존된 문서, 2008년 5월 22일에 확인함.
- Heroic Age (Spring–Summer 1999), “Early Medieval Tintagel: An Interview with Archaeologists Rachel Harry and Kevin Brady”, The Heroic Age (1), 2014년 8월 21일에 원본 문서에서 보존된 문서, 2016년 3월 18일에 확인함.
- Higham, N. J. (2002), King Arthur, Myth-Making and History, London: Routledge, ISBN 978-0-415-21305-9.
- Jones, Gwyn; Jones, Thomas, 편집. (1949), The Mabinogion, London: Dent, OCLC 17884380.
- Johnson, Flint (2002), The British Sources of the Abduction and Grail Romances, University Press of America.
- Kibler, William; Carroll, Carleton W., 편집. (1991), Chrétien de Troyes: Arthurian Romances, London: Penguin, ISBN 978-0-14-044521-3.
- Koch, John T. (1996), “The Celtic Lands”,   Lacy, Norris J., Medieval Arthurian Literature: A Guide to Recent Research, New York: Garland, 239–322쪽, ISBN 978-0-8153-2160-6.
- Koch, John T.; Carey, John (1994), The Celtic Heroic Age: Literary Sources for Ancient Celtic Europe and Early Ireland and Wales, Malden, MA: Celtic Studies Publications, ISBN 978-0-9642446-2-7.
- Lacy, Norris J. (1992–96), Lancelot-Grail: The Old French Arthurian Vulgate and Post-Vulgate in Translation, New York: Garland, ISBN 978-0-8153-0757-0. 5 vols.
- Lacy, Norris J. (1996a), “Character of Arthur”,   Lacy, Norris J., The New Arthurian Encyclopedia, New York: Garland, 16–17쪽, ISBN 978-1-56865-432-4.
- Lacy, Norris J. (1996b), “Chrétien de Troyes”,   Lacy, Norris J., The New Arthurian Encyclopedia, New York: Garland, 88–91쪽, ISBN 978-1-56865-432-4.
- Lacy, Norris J. (1996c), “Nine Worthies”,   Lacy, Norris J., The New Arthurian Encyclopedia, New York: Garland, 344쪽, ISBN 978-1-56865-432-4.
- Lacy, Norris J. (1996d), “Popular Culture”,   Lacy, Norris J., The New Arthurian Encyclopedia, New York: Garland, 363–64쪽, ISBN 978-1-56865-432-4.
- Lagorio, V. M. (1996), “Bradley, Marion Zimmer”,   Lacy, Norris J., The New Arthurian Encyclopedia, New York: Garland, 57쪽, ISBN 978-1-56865-432-4.
- Lanier, Sidney, 편집. (1881), The Boy's Mabinogion: being the earliest Welsh tales of King Arthur in the famous Red Book of Hergest, Illustrated by Alfred Fredericks, New York: Charles Scribner's Sons.
- Lanier, Sidney, 편집. (1922), The Boy's King Arthur: Sir Thomas Malory's History of King Arthur and His Knights of the Round Table, Illustrated by N.C. Wyeth, New York: Charles Scribner's Sons.
- Littleton, C. Scott; Malcor, Linda A. (1994), From Scythia to Camelot: A Radical Reassessment of the Legends of King Arthur, the Knights of the Round Table and the Holy Grail, New York: Garland, ISBN 978-0-8153-1496-7.
- Loomis, Roger Sherman (1956), “The Arthurian Legend before 1139”,   Loomis, Roger Sherman, Wales and the Arthurian Legend, Cardiff: University of Wales Press, 179–220쪽, OCLC 2792376.
- Lupack, Alan; Lupack, Barbara (1991), King Arthur in America, Cambridge: D. S. Brewer, ISBN 978-0-85991-543-4.
- Lupack, Alan (2002), “Preface”,   Sklar, Elizabeth Sherr; Hoffman, Donald L., King Arthur in Popular Culture, Jefferson, NC: McFarland, 1–3쪽, ISBN 978-0-7864-1257-0.
- Malone, Kemp (May 1925), “Artorius”, Modern Philology 22 (4): 367–74, doi:10.1086/387553, JSTOR 433555. (JSTOR subscription required.)
- Mancoff, Debra N. (1990), The Arthurian Revival in Victorian Art, New York: Garland, ISBN 978-0-8240-7040-3.
- Masefield, John (1927), Tristan and Isolt: A Play in Verse, London: Heinemann, OCLC 4787138.
- Merriman, James Douglas (1973), The Flower of Kings: A Study of the Arthurian Legend in England Between 1485 and 1835, Lawrence: University of Kansas Press, ISBN 978-0-7006-0102-8.
- Morris, John (1973), The Age of Arthur: A History of the British Isles from 350 to 650, New York: Scribner, ISBN 978-0-684-13313-3.
- Morris, Rosemary (1982), The Character of King Arthur in Medieval Literature, Cambridge: Brewer, ISBN 978-0-8476-7118-2.
- Myres, J. N. L. (1986), The English Settlements, Oxford: Oxford University Press, ISBN 978-0-19-282235-2.
- Neubecker, Ottfried (1998–2002), Wappenkunde (독일어), Munich: Orbis Verlag, 170쪽, ISBN 3-572-01336-4.
- Padel, O. J. (1994), “The Nature of Arthur”, Cambrian Medieval Celtic Studies (27): 1–31.
- Padel, O. J. (Fall 1995), “Recent Work on the Origins of the Arthurian Legend: A Comment”, Arthuriana 5 (3): 103–14.
- Padel, O. J. (2000), Arthur in Medieval Welsh Literature, Cardiff: University of Wales Press, ISBN 978-0-7083-1682-5.
- Parins, Marylyn Jackson (1995), Sir Thomas Malory: The Critical Heritage, London: Routledge, ISBN 978-0-415-13400-2.
- Phillips, Graham; Keatman, Martin (1992), King Arthur: The True Story, London: Century, ISBN 978-0-7126-5580-4.
- Potwin, L. S. (1902), “The Source of Tennyson's 'The Lady of Shalott'”, Modern Language Notes (Modern Language Notes, Vol. 17, No. 8) 17 (8): 237–239, doi:10.2307/2917812, JSTOR 2917812.
- Pryor, Francis (2004), Britain AD: A Quest for England, Arthur, and the Anglo-Saxons, London: HarperCollins, ISBN 978-0-00-718186-5.
- Pyle, Howard (1903), 《The Story of King Arthur and His Knights》, Illustrated by Howard Pyle, New York: Charles Scribner's Sons
- Rahtz, Philip (1993), English Heritage Book of Glastonbury, London: Batsford, ISBN 978-0-7134-6865-6.
- Reno, Frank D. (1996), The Historic King Arthur: Authenticating the Celtic Hero of Post-Roman Britain, Jefferson, NC: McFarland, ISBN 978-0-7864-0266-3.
- Roach, William, 편집. (1949–83), The Continuations of the Old French 'Perceval' of Chrétien de Troyes, Philadelphia: University of Pennsylvania Press, OCLC 67476613. 5 vols.
- Roberts, Brynley F. (1980), Brut Tysilio: darlith agoriadol gan Athro y Gymraeg a'i Llenyddiaeth (웨일스어), Abertawe: Coleg Prifysgol Abertawe, ISBN 978-0-86076-020-7.
- Roberts, Brynley F. (1991a), “Culhwch ac Olwen, The Triads, Saints' Lives”,   Bromwich, Rachel; Jarman, A. O. H.; Roberts, Brynley F., The Arthur of the Welsh, Cardiff: University of Wales Press, 73–95쪽, ISBN 978-0-7083-1107-3.
- Roberts, Brynley F. (1991b), “Geoffrey of Monmouth, Historia Regum Britanniae and Brut Y Brenhinedd”,   Bromwich, Rachel; Jarman, A. O. H.; Roberts, Brynley F., The Arthur of the Welsh, Cardiff: University of Wales Press, 98–116쪽, ISBN 978-0-7083-1107-3.
- Rosenberg, John D. (1973), The Fall of Camelot: A Study of Tennyson's 'Idylls of the King', Cambridge, MA: Harvard University Press, ISBN 978-0-674-29175-1.
- Simpson, Roger (1990), Camelot Regained: The Arthurian Revival and Tennyson, 1800–1849, Cambridge: Brewer, ISBN 978-0-85991-300-3.
- Sims-Williams, Patrick (1991), “The Early Welsh Arthurian Poems”,   Bromwich, Rachel; Jarman, A. O. H.; Roberts, Brynley F., The Arthur of the Welsh, Cardiff: University of Wales Press, 33–71쪽, ISBN 978-0-7083-1107-3.
- Smith, C.; Thompson, R. H. (1996), “Twain, Mark”,   Lacy, Norris J., The New Arthurian Encyclopedia, New York: Garland, 478쪽, ISBN 978-1-56865-432-4.
- Staines, D. (1996), “Tennyson, Alfred Lord”,   Lacy, Norris J., The New Arthurian Encyclopedia, New York: Garland, 446–449쪽, ISBN 978-1-56865-432-4.
- Stokstad, M. (1996), “Modena Archivolt”,   Lacy, Norris J., The New Arthurian Encyclopedia, New York: Garland, 324–326쪽, ISBN 978-1-56865-432-4.
- Sweet, Rosemary (2004), Antiquaries: The Discovery of the Past in Eighteenth-century Britain, London: Continuum, ISBN 1-85285-309-3.
- Taylor, Beverly; Brewer, Elisabeth (1983), The Return of King Arthur: British and American Arthurian Literature Since 1800, Cambridge: Brewer, ISBN 978-0-389-20278-3.
- Tennyson, Alfred (1868), Enid, Illustrated by Gustave Doré, London: Edward Moxon & Co..
- Thomas, Charles (1993), Book of Tintagel: Arthur and Archaeology, London: Batsford, ISBN 978-0-7134-6689-8.
- Thompson, R. H. (1996), “English, Arthurian Literature in (Modern)”,   Lacy, Norris J., The New Arthurian Encyclopedia, New York: Garland, 136–144쪽, ISBN 978-1-56865-432-4.
- Thorpe, Lewis, 편집. (1966), Geoffrey of Monmouth, The History of the Kings of Britain, Harmondsworth: Penguin, OCLC 3370598.
- Tondro, Jason (2002), “Camelot in Comics”,   Sklar, Elizabeth Sherr; Hoffman, Donald L., King Arthur in Popular Culture, Jefferson, NC: McFarland, 169–181쪽, ISBN 978-0-7864-1257-0.
- Twain, Mark (1889), A Connecticut Yankee in King Arthur's Court, New York: Webster, OCLC 11267671.
- Ulrich von Zatzikhoven (2005) [ 1194경], Lanzelet, Translated by Thomas Kerth, New York: Columbia University Press, ISBN 978-0-231-12869-8.
- Vinaver, Sir Eugène, 편집. (1990), The Works of Sir Thomas Malory, Oxford: Oxford University Press, ISBN 978-0-19-812346-0. 3rd ed., revised.
- Watson, Derek (2002), “Wagner: Tristan und Isolde and Parsifal”,   Barber, Richard, King Arthur in Music, Cambridge: D. S. Brewer, 23–34쪽, ISBN 978-0-85991-767-4.
- Walter, Philippe (2005) [2002], Artù. L'orso e il re [Original French title: Arthur: l'ours et le roi; English: Arthur: The Bear and the King] (이탈리아어), Translated by M. Faccia, Edizioni Arkeios (Original French publisher: Imago).
- White, Terence Hanbury (1958), The Once and Future King, London: Collins, OCLC 547840.
- Williams, Sir Ifor, 편집. (1937), Canu Aneirin (웨일스어), Caerdydd [Cardiff]: Gwasg Prifysgol Cymru [University of Wales Press], OCLC 13163081.
- Wordsworth, William (1835), “The Egyptian Maid, or, The Romance of the Water-Lily”, The Camelot Project, The University of Rochester, 2008년 7월 5일에 원본 문서에서 보존된 문서, 2008년 5월 22일에 확인함.
- Workman, L. J. (1994), “Medievalism and Romanticism”, Poetica (39–40): 1–44.
- Wright, Neil, 편집. (1985), The Historia Regum Britanniae of Geoffrey of Monmouth, 1: Bern, Burgerbibliothek, MS. 568, Cambridge: Brewer, ISBN 978-0-85991-211-2.
- Zimmer, Stefan (2006), Die keltischen Wurzeln der Artussage: mit einer vollständigen Übersetzung der ältesten Artuserzählung Culhwch und Olwen.
- Zimmer, Stefan (2009), “The Name of Arthur — A New Etymology”, Journal of Celtic Linguistics (University of Wales Press) 13 (1): 131–136.

## 추천 자료
- Halsall, Guy (2013). 《Worlds of Arthur: Facts & Fictions of the Dark Ages》. Oxford, UK: Oxford University Press. ISBN 978-0-19-870084-5.
- Breeze, Andrew (September 2015). “The Historical Arthur and Sixth-Century Scotland”. 《Northern History》 LII (2): 158–81.